# Weimarer Stadtschloss

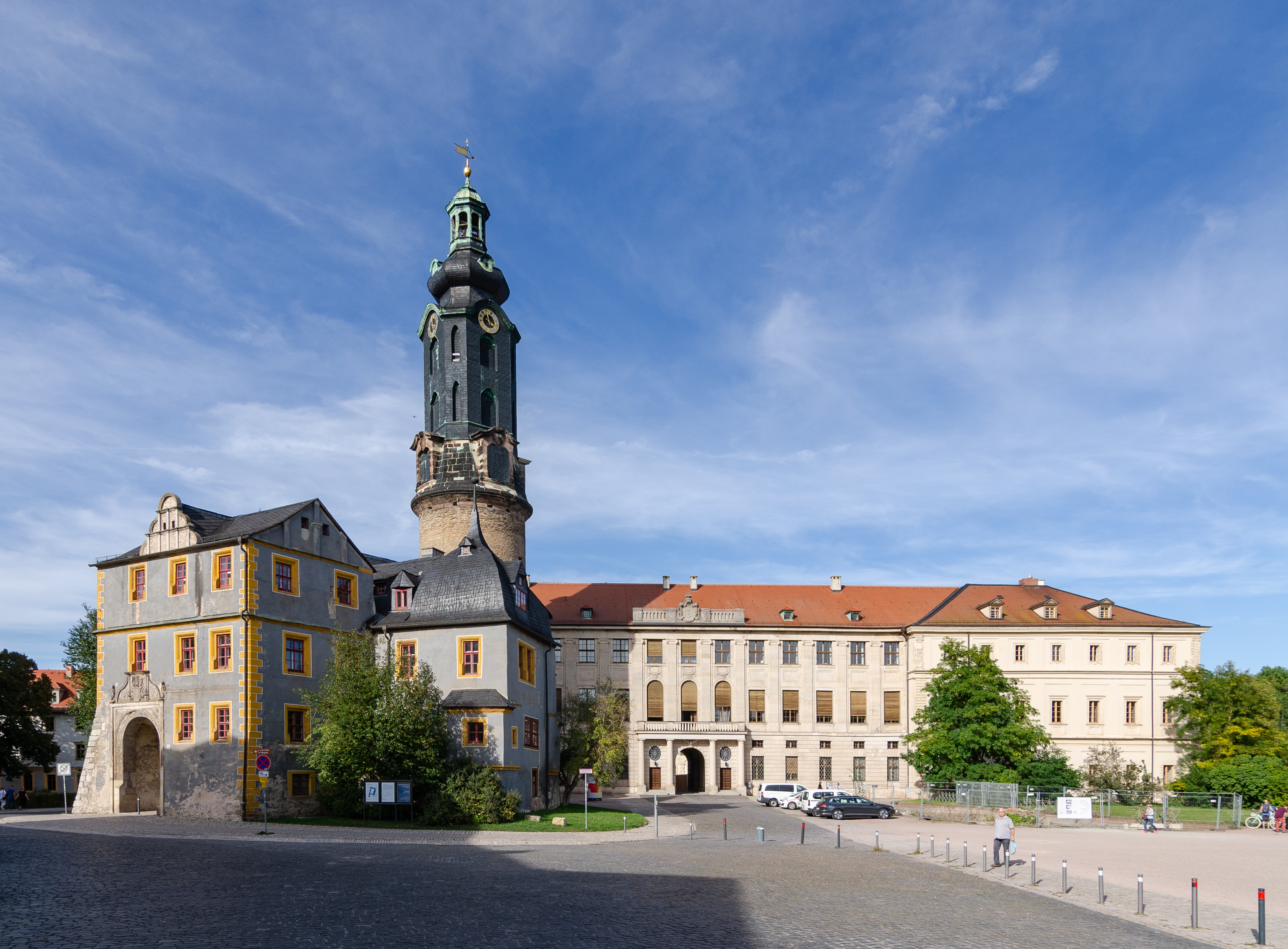
Residenzschloss Weimar

Das Weimarer Stadtschloss, auch bekannt als Weimarer Residenzschloss, ist die ehemalige Residenz der Herzöge und Großherzöge von Sachsen-Weimar-Eisenach am Burgplatz in Weimar. Die klassizistische Vierflügelanlage wurde ab 1789 durch Herzog Carl August von Johann August Arens, Nikolaus Friedrich Thouret, Johann Heinrich Gentz und Clemens Wenzeslaus Coudray erbaut. Hervorzuheben sind die Dichterzimmer, der Festsaal und die Schlosskapelle. Als Teil des Ensembles Klassisches Weimar wurde das Schloss 1998 in die UNESCO-Welterbeliste eingeschrieben.

## Geschichte

### „Hus tu Wymar“
Möglicherweise hielten an diesem leicht erhöhten Ort am Ufer der Ilm schon die Könige der Thüringer im frühen 6. Jahrhundert Hof. Urkundlich belegbar ist aber erst ein Graf Wilhelm von Weimar. Er fungierte als Gastgeber eines Conventus magnus, der im Hus tu Wymar unter Kaiser Otto II. abgehalten wurde. Ab dem 10. Jahrhundert ist an diesem Ort eine Wasserburg nachweisbar, die als Herrschaftssitz der Grafen von Orlamünde (früher Grafen von Weimar) genutzt wurde.
1299 brannte die vermutlich größtenteils hölzerne Burg ab. Der Burgstall ging in den Besitz der Wettiner über, die hier eine neue Burganlage errichteten.
Beim großen Brand 1424 fiel nicht nur der größte Teil von Weimar, sondern auch die Burg ein weiteres Mal den Flammen zum Opfer. Wilhelm der Tapfere, der erste Wettiner, der hier längere Zeit Hof hielt, ließ die Burg nun als vollständig steinerne Anlage wieder aufbauen. 1439 wurde der Neubau bezogen. Aus dieser Zeit stammt der noch heute existierende Hausmannsturm und der daran anschließende Torbau, der später von den im Hofdamenhaus wohnenden Hofdamen spöttisch als die „Bastille“ bezeichnet wurde. Außerdem befindet sich unmittelbar neben dem Turm ein einstiges Gerichtsgebäude. Auch das Torhaus diente landesherrlichen Gerichtszwecken. Es besaß im Keller auch Arrestzellen.

### „Hornstein“

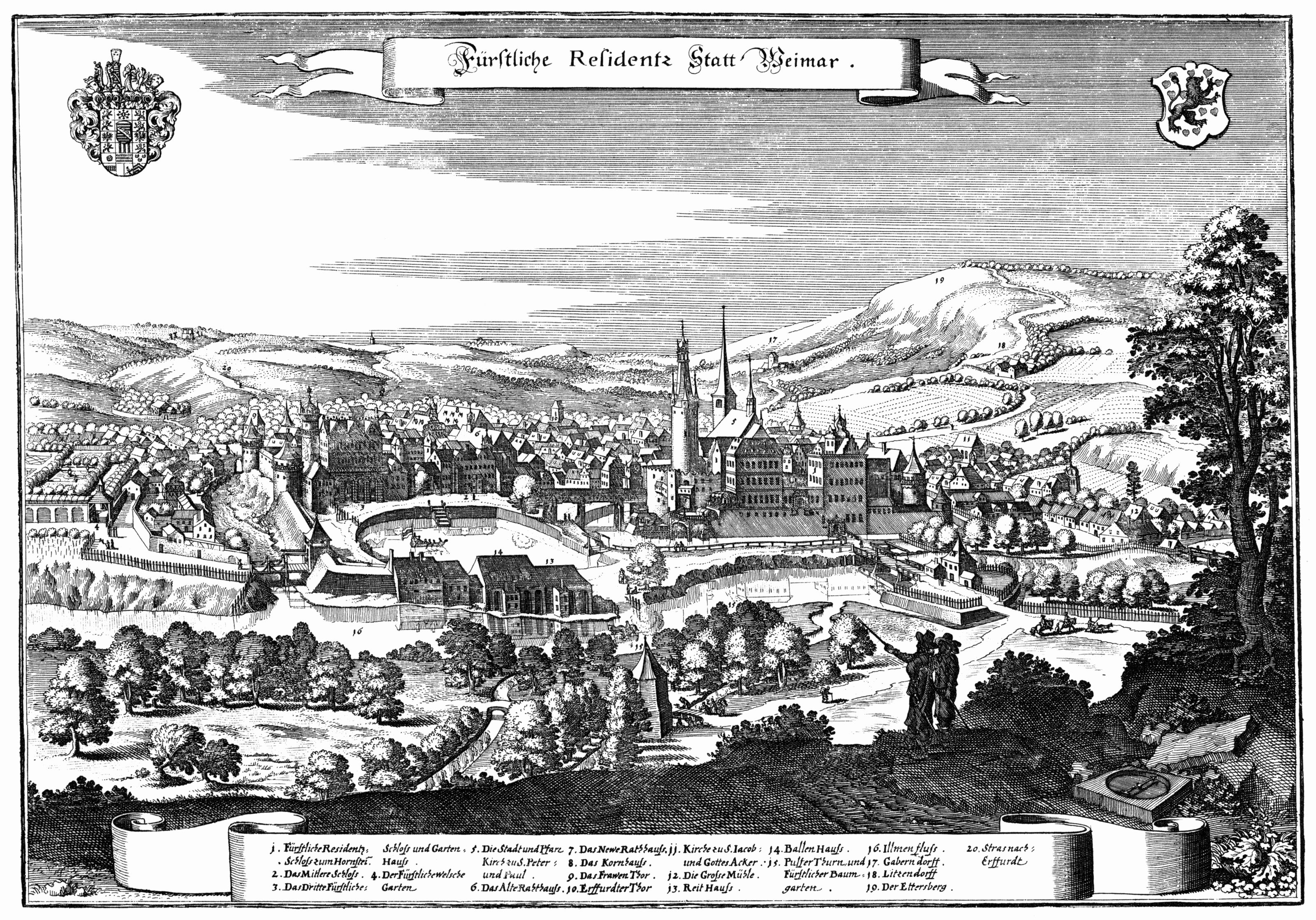
Stadt und Schloss um 1650, mit Blick auf die Ilm und die Schlossbrücke

1485 wurde das Kurfürstentum Sachsen geteilt. Weimar und nahezu ganz Thüringen fielen an die in Torgau und Wittenberg residierende ernestinische Linie der Wettiner. Friedrich der Weise residierte ab dieser Zeit öfter in Weimar. 1513 richtete sich hier Johann der Beständige, Friedrichs verheirateter Bruder, eine eigene Hofhaltung ein. Damit wurde das Weimarer Schloss, das inzwischen den Namen Hornstein trug, offizielle Nebenresidenz der Ernestinischen Wettiner. Die Bezeichnung des Hornsteins stammt von der in der Nähe befindlichen Erhebung Horn.
Ab 1535 wurde die spätgotische Burg durch die Baumeister Konrad Krebs und Nikolaus Gromann im Auftrag des Kurfürsten Johann Friedrich I. zum Renaissance-Schloss umgestaltet. Mit dem Grünen Haus war die Anlage 1604 fertiggestellt. Der im Stil der deutschen Renaissance gestaltete Gebäudekomplex war wie viele Residenzen der Zeit noch als wehrhafte Schlossanlage konzipiert und rings von Wassergräben umgeben, die aus der vorbeifließenden Ilm gespeist wurden. Seine Gebäude bildeten ein unregelmäßiges Oval um einen weitläufigen Innenhof.
Unter Herzog Johann von Sachsen-Weimar und dessen Ehefrau Dorothea Maria von Anhalt entwickelte sich die kleine Residenz zu einem Musenort von europäischer Bedeutung. Der Historiker Friedrich Hortleder war hier als Hauslehrer tätig und Melchior Vulpius, ein Vorfahr von Goethes Ehefrau, leitete die Schlossmusik. Der Reformpädagoge Wolfgang Ratke gründete hier 1612 eine Deutsche Schule, und am 24. August 1617 wurde hier auch die Fruchtbringende Gesellschaft gegründet. Am 2. August 1618 – zeitgleich mit dem Beginn des Dreißigjährigen Kriegs – brannte das Schloss zur Hälfte nieder. Den Gerüchten nach war an dem Unglück ein unvorsichtiger Goldmacher schuld.

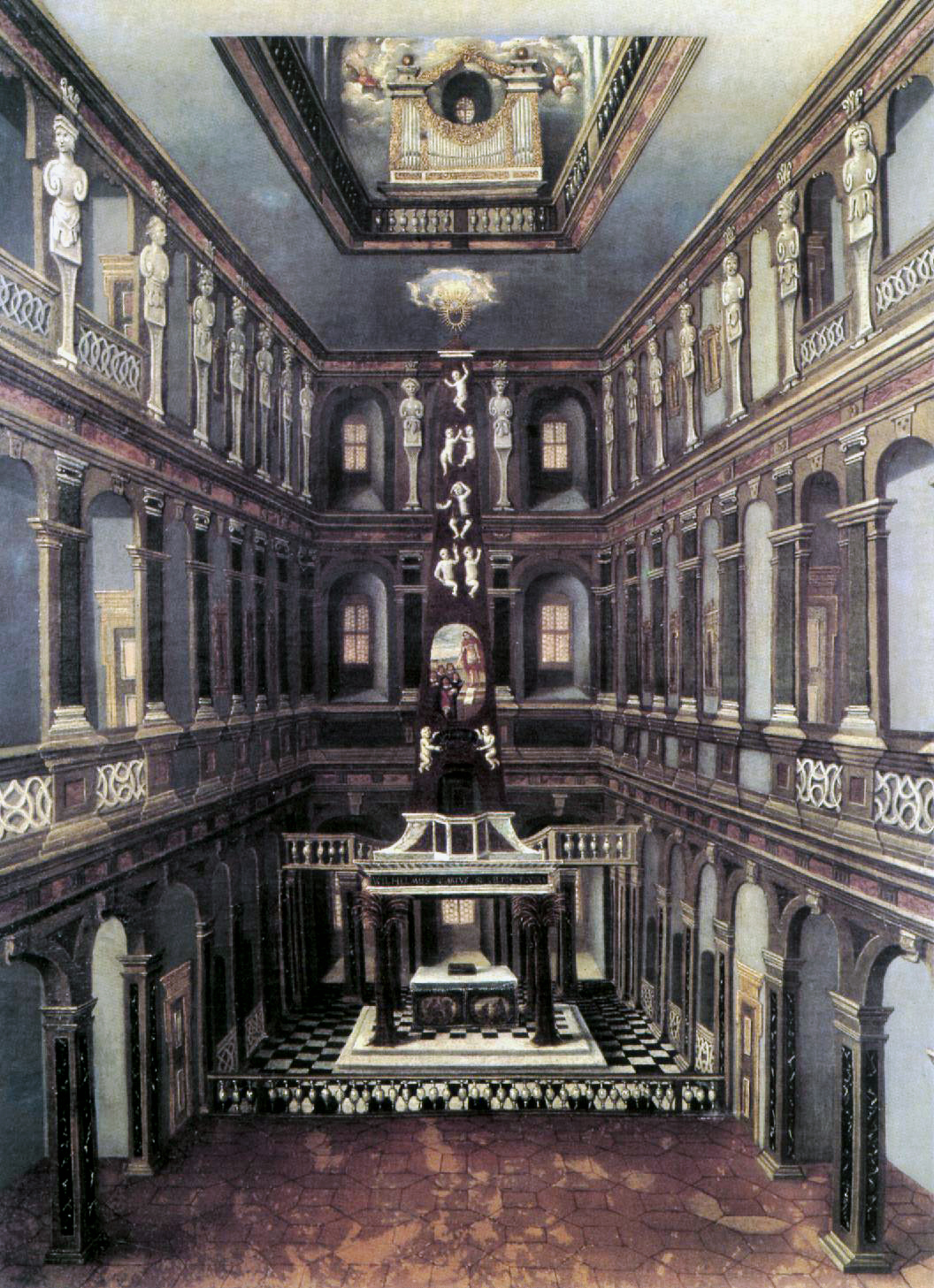
Die ab 1619 errichtete Schlosskapelle mit der Orgel über dem Altar (Ölgemälde von Christian Richter um 1660)

Herzog Johann Ernst d. J. verpflichtete zum Wiederaufbau den italienischen Baumeister Giovanni Bonalino, der bis dahin beim Bamberger Bischof unter Vertrag stand. Im Jahre 1619 war Baubeginn. Der immer noch burgähnliche Hornstein sollte einer aus Italien inspirierten Vierflügelanlage weichen, die allen repräsentativen Zwecken genügen konnte. Das Gebäude war durchgehend mit drei Geschossen geplant und gruppierte sich um einen rechteckigen Innenhof.

#### Kapelle
Ein herausragender Platz im Schlosskomplex war einer Kirche zugedacht, die auch als einziges Gebäude fertiggestellt wurde. Kriegsbedingt ruhte der weitere Bau nach der Weihe der Kirche 1630.
Die Innenausstattung der Kapelle brachte ihr den Namen Himmelsburg ein. Sie folgte einem lutherisch-theologischen Programm. Der Altar stand erhöht auf einem steinernen Podest mit Stufen. Darüber erhob sich auf vier Säulen ein Baldachin, der zugleich als Basis für die Kanzel diente. Von ihr stieg ein pyramidenförmiger Aufbau bis zur Decke auf; er war mit einem Bild vom Vermächtnis des Auferstandenen (Mt 28,16–20 ) und mit Putten, die an die Jakobsleiter erinnerten, geschmückt. Darüber öffnete sich, durch ein Oberlicht mit dem Kirchenraum verbunden, eine Capella, in der sich die Orgel befand. Von dort herab erklang die Musik in die Kirche. Ludwig Compenius (Erfurt) schuf dieses Instrument 1658 unter Verwendung des alten Werkes der Barfüßerkirche Erfurt. 1707/ 08 baute Johann Conrad Weißhaupt (Seebergen) das Instrument mit der Disposition von Hoforganist Johann Effler um.
Der junge Johann Sebastian Bach, der in den Jahren 1708 bis 1717 als Organist in dieser Kirche tätig war, komponierte, inspiriert von dieser außergewöhnlichen akustischen Situation, einige Werke für diesen Ort. Himmelskönig, sei willkommen ist eine dieser Kantaten. „Mit seinen zween Füßen,…konnte er auf dem Pedal solche Sätze ausführen, die manchem nicht ungeschickten Klavieristen mit fünf Fingern zu machen sauer werden dürften“, schrieb Paul von Bojanowski.
1712/13 baute Heinrich Nicolaus Trebs (Weimar) mit Dispositionsvorschlägen Johann Sebastian Bachs die Orgel um und integrierte ein Glockenspiel aus Leipzig. 1719/20 erfolgte ein weiterer Umbau. „Die Orgel in der Schlosskirche war nicht groß, muss aber nach der erhaltenen Disposition einen einheitlich schönen Klang gehabt haben,“ schrieb Albert Schweitzer und Philipp Spitta: „Die Orgel…, besaß aber ein kräftiges volles Pedal, worin sie die Orgel der Stadtkirche übertraf,…“.
Die Kapelle wurde beim Schlossbrand 1774 bis auf die Außenmauern zerstört.

### „Wilhelmsburg“

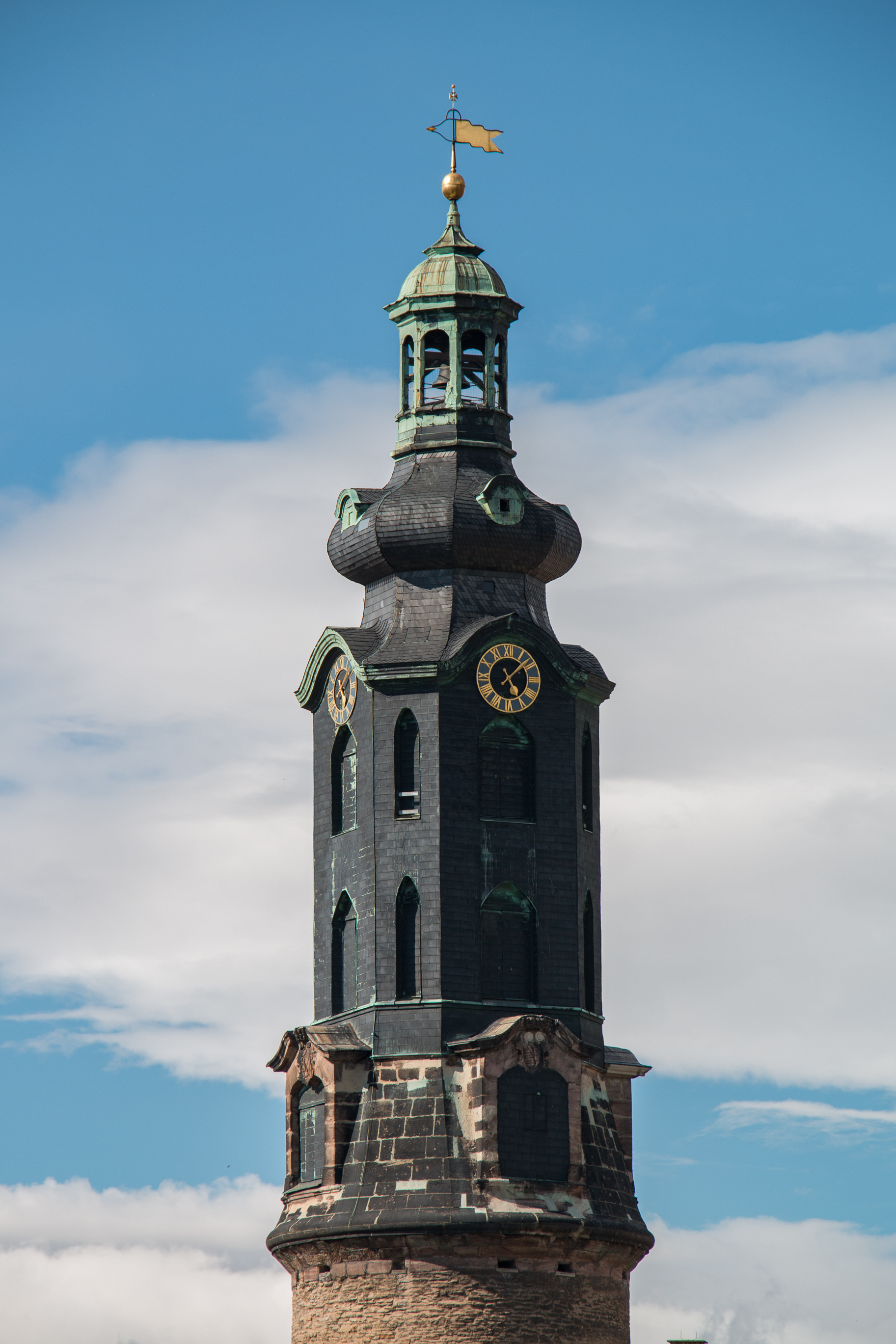
Der barocke Aufsatz des Turms nach Gottfried Heinrich Krohne

Ab 1626 regierte in Weimar Herzog Wilhelm IV. von Sachsen-Weimar. Er nahm sich 1651 der Bauruine an und beauftragte den thüringischen Baumeister Johann Moritz Richter d. Ä. Dieser konzipierte den Hornstein um nach französischen Vorbildern zu einem offenen dreiflügeligen Ensemble, das sich einem Park öffnet. Dieser Park entstand nach italienischen und französischen Vorbildern. Wegen Geldmangel kam es aber immer wieder zu Unterbrechungen des Baubetriebs. Als Herzog Wilhelm IV. 1662 starb, wurde der Bau ganz eingestellt. Seit dieser Zeit trägt aber das Schloss – nach seinem Bauherrn – den Namen Wilhelmsburg.

### Turm
Im Jahre 1728 bekam der ehemalige mittelalterliche Bergfried und Hausmannsturm eine barocke Schweifkuppel und Laterne nach einem Entwurf von Gottfried Heinrich Krohne. Der 53 m hohe Turm ist heute ein Wahrzeichen der Stadt.
Der Glockengießer Nicolaus Jonas Sorber schuf 1712 das fünfstimmige E0-Geläut des Schlossturms, das im Original erhalten ist und zu den bedeutendsten Großgeläuten des 18. Jahrhunderts zählt. Nur die kleinste Glocke wurde 1725 durch Glockengießer Nicolaus Jonas Sorber umgegossen.
Auch die beiden Uhrglocken sind nicht unbedeutend. Der Stundenschlag ist einer 1544 von Heinrich C[Z]ieg[e]ler (Erfurt) gegossenen Glocke und der Viertelstundenschlag einer 1525 gegossenen unbezeichneten Bronzeglocke, die über dem Stundenschlag hängt, zugewiesen.

### Residenzschloss der Goethezeit

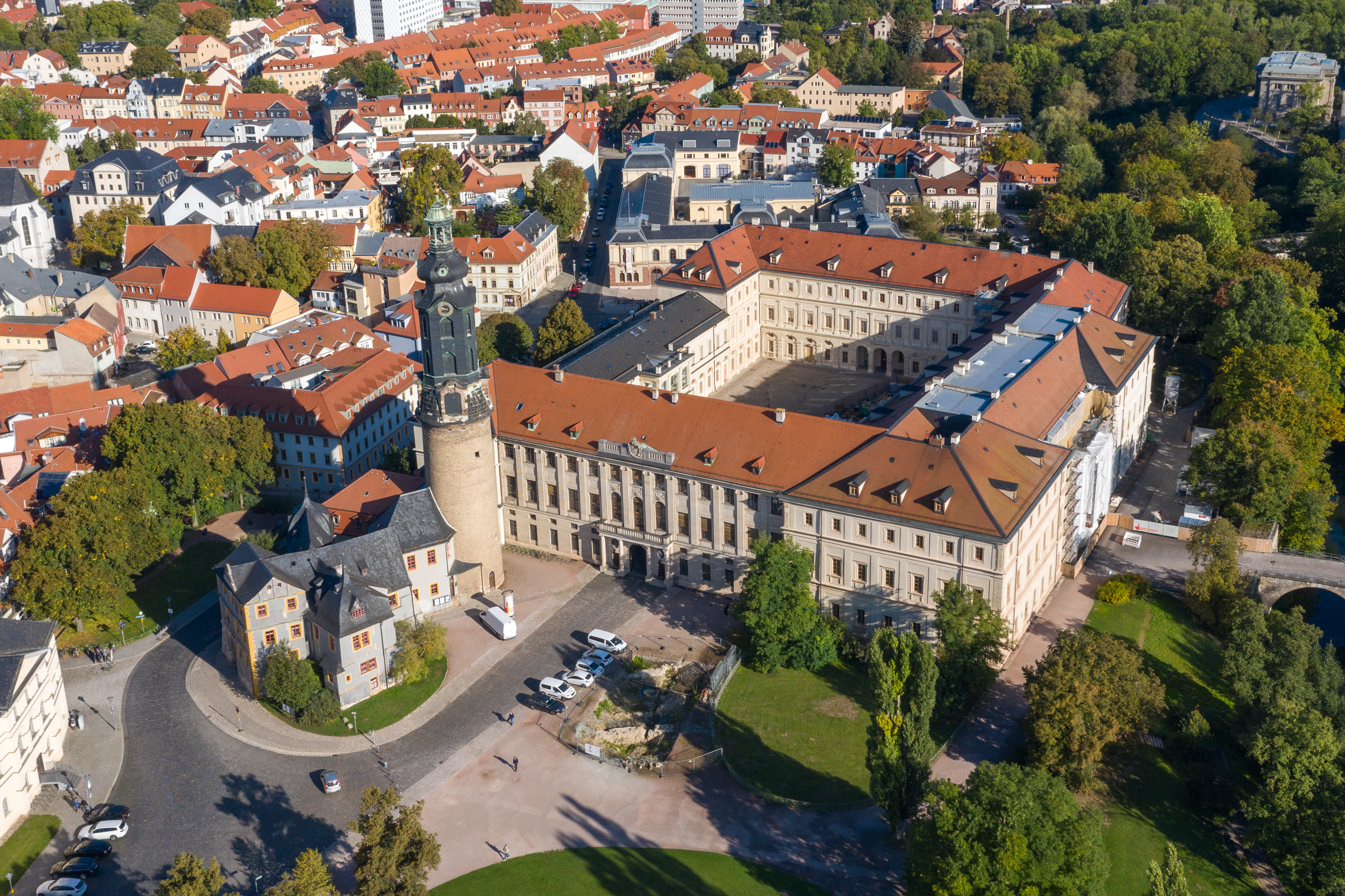
Luftbild mit Bastille, Schlossturm und Residenzschloss

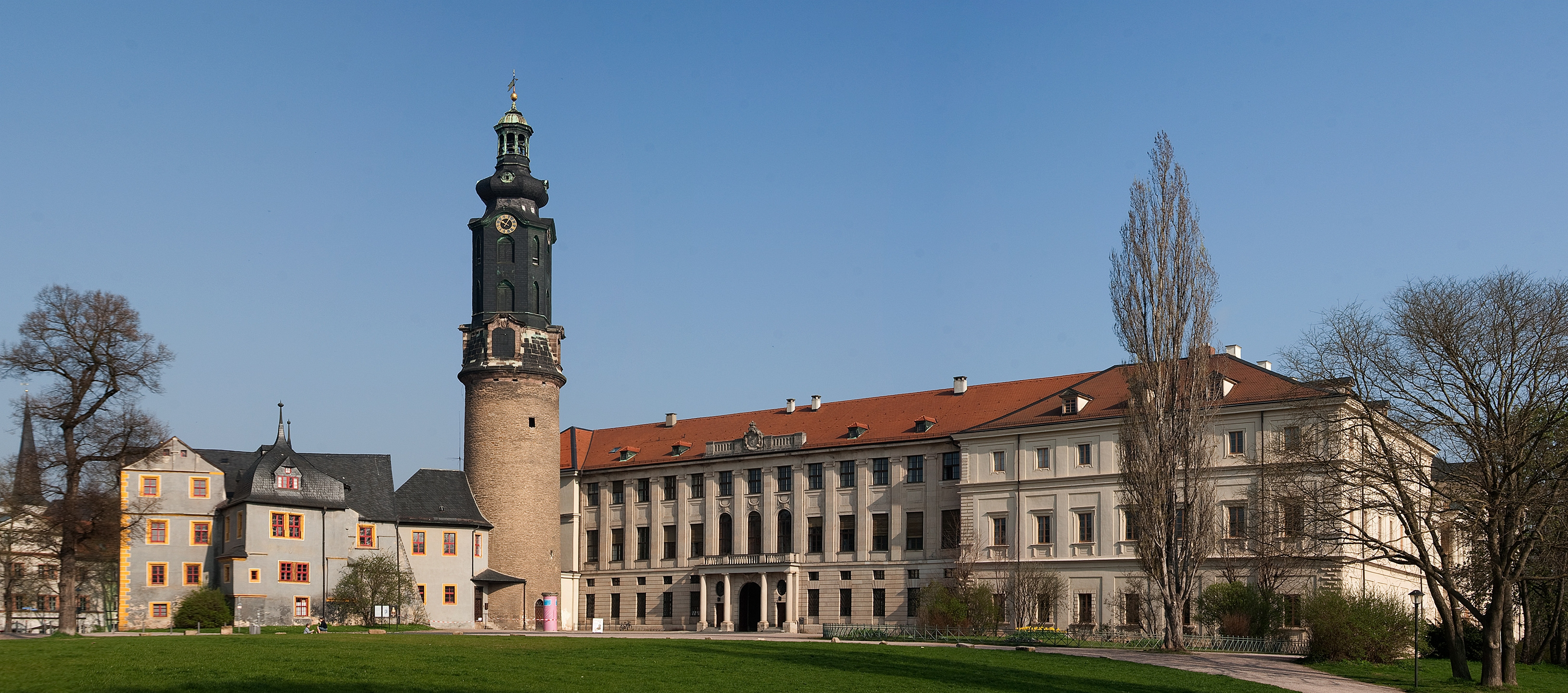
Blick zum Haupteingang mit Schlossturm, links die Bastille (2009)

Beim Schlossbrand vom 6. Mai 1774 wurde die barocke Wilhelmsburg (bis auf Turm und Torbau) sowie die Schlosskapelle vollständig zerstört. Die äußere Kubatur der Schlosskapelle ist dabei erhalten geblieben, jedoch verraten die Fassaden nichts von der Nutzung des Raumes im 17. Jahrhundert. Da ab 1788 immer teurere Sicherungsmaßnahmen der Schlossruine nötig wurden, zog Herzog Carl August schon einen Neubau in Betracht. Er gründete im März 1789 die Schlossbaukommission, in der von Anfang an Johann Wolfgang von Goethe tatkräftig mitarbeitete. Schließlich beschloss man aber einen Wiederaufbau unter Benutzung großer Teile der alten Bausubstanz. Mit dem Schlossbau wurden ab 1789 die klassizistischen Architekten Johann August Arens, Nikolaus Friedrich Thouret, Johann Heinrich Gentz und Clemens Wenzeslaus Coudray beauftragt.
Goethe engagierte den Hamburger Architekten Johann August Arens, den er 1787 in Rom kennengelernt hatte und der vor allem den Grundriss zum Wiederaufbau entwarf. Doch 1791 machten sich die Auswirkungen der Französischen Revolution und finanzielle Engpässe bemerkbar, und Arens verlor auch Interesse an diesem Auftrag. Goethe war allerdings zu dieser Zeit schon derart mit dem Bau vertraut, dass er die Arbeiten nach den Plänen von Arens fortführen ließ und 1796 auch das Richtfest gefeiert wurde. Als die Burggräben dann im Zuge der Baumaßnahmen eingeebnet waren, verlor sich auch der Festungscharakter. Die jetzt nach Süden offene Dreiflügelanlage korrespondierte deutlich mit dem von Goethe mitgestalteten Landschaftsgarten.
Für den Innenausbau im Rahmen des Grundrisses von Arens gewann Goethe ab 1797 den Ludwigsburger Architekten Nikolaus Friedrich von Thouret als neuen Schlossbaumeister. Thouret entwarf auch heute noch vorhandene Räume im Stil des Klassizismus mit programmatischer Bezugnahme vor allem auf die griechische Antike, so z. B. das Speisezimmer, das Entréezimmer und weite Teile des Appartements für die Großherzogin Louise im Ostflügel. Beteiligt war bei der Gestaltung der Deckengemälde auch der Hofmaler Carl Heideloff, der bei einem Sturz von der Leiter 1816 tödlich verunglückte.
Nachdem Thouret keine weiteren Pläne mehr lieferte, wurden ab Ende des Jahres 1800 die übrigen Innenräume von Heinrich Gentz aus Berlin in einer besonders strengen Spielart des Klassizismus gestaltet. Hierzu zählen vor allem das Treppenhaus mit seiner dorischen Säulenordnung, der ionische Festsaal mit den Annexräumen auf der Gartenseite, die Speisegalerie, die Räume für die Erbprinzessin Maria Pawlowna im Nordwesten sowie das neugotische Bernhardzimmer im zweiten Stock. Diese Räume gehören zu den Hauptwerken klassizistischer Innenraumdekoration in Deutschland bzw. der beginnenden Neugotik.

Innenräume im Weimarer Stadtschloss
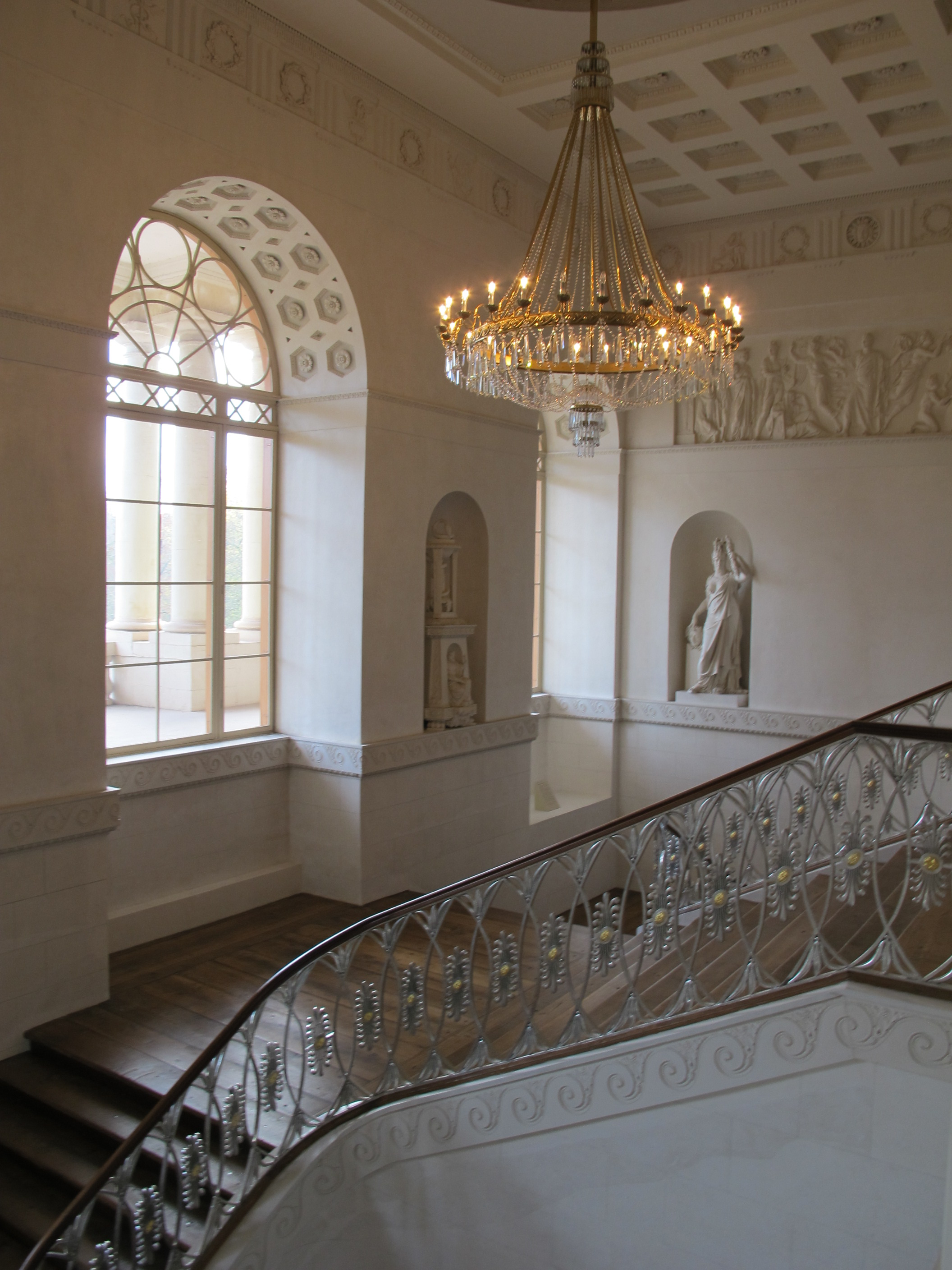
Das 1801 von Heinrich Gentz entworfene Treppenhaus
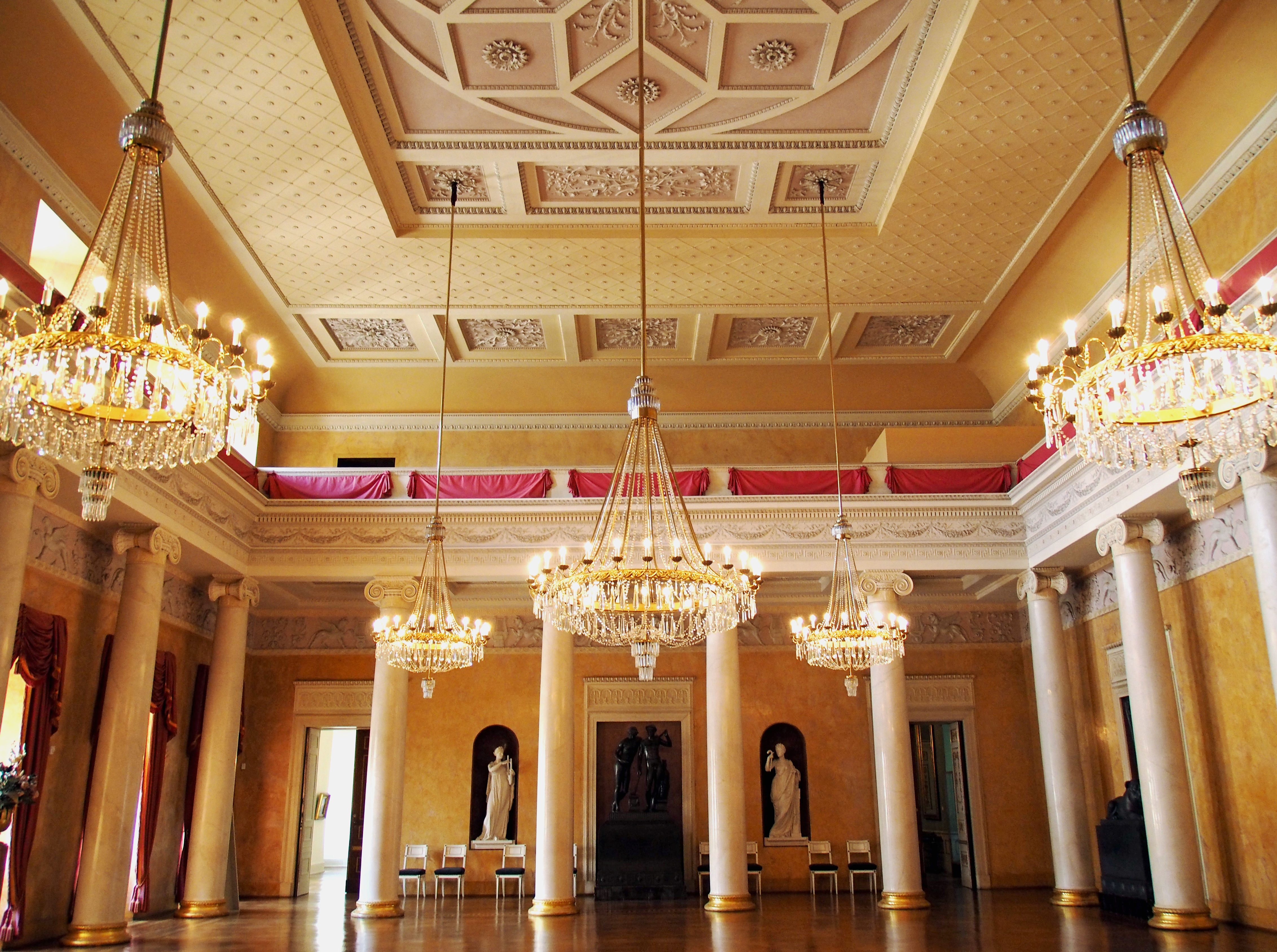
Der Festsaal von Heinrich Gentz, plastische Arbeiten Christian Friedrich Tieck
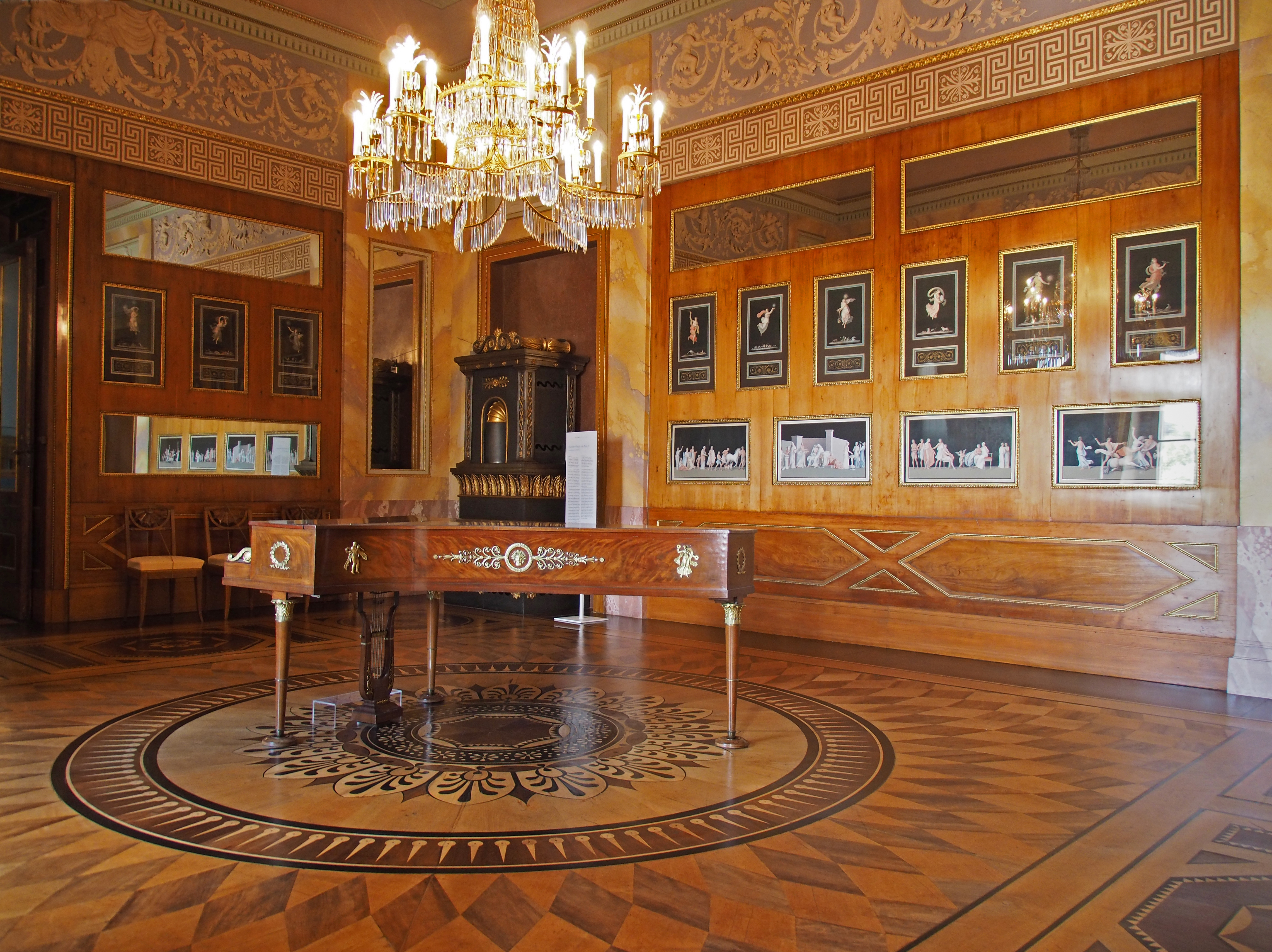
Das „Zedernzimmer“, Gesellschaftszimmer der Maria Pawlowna, Entwurf von Heinrich Gentz, plastische Arbeiten Christian Friedrich Tieck
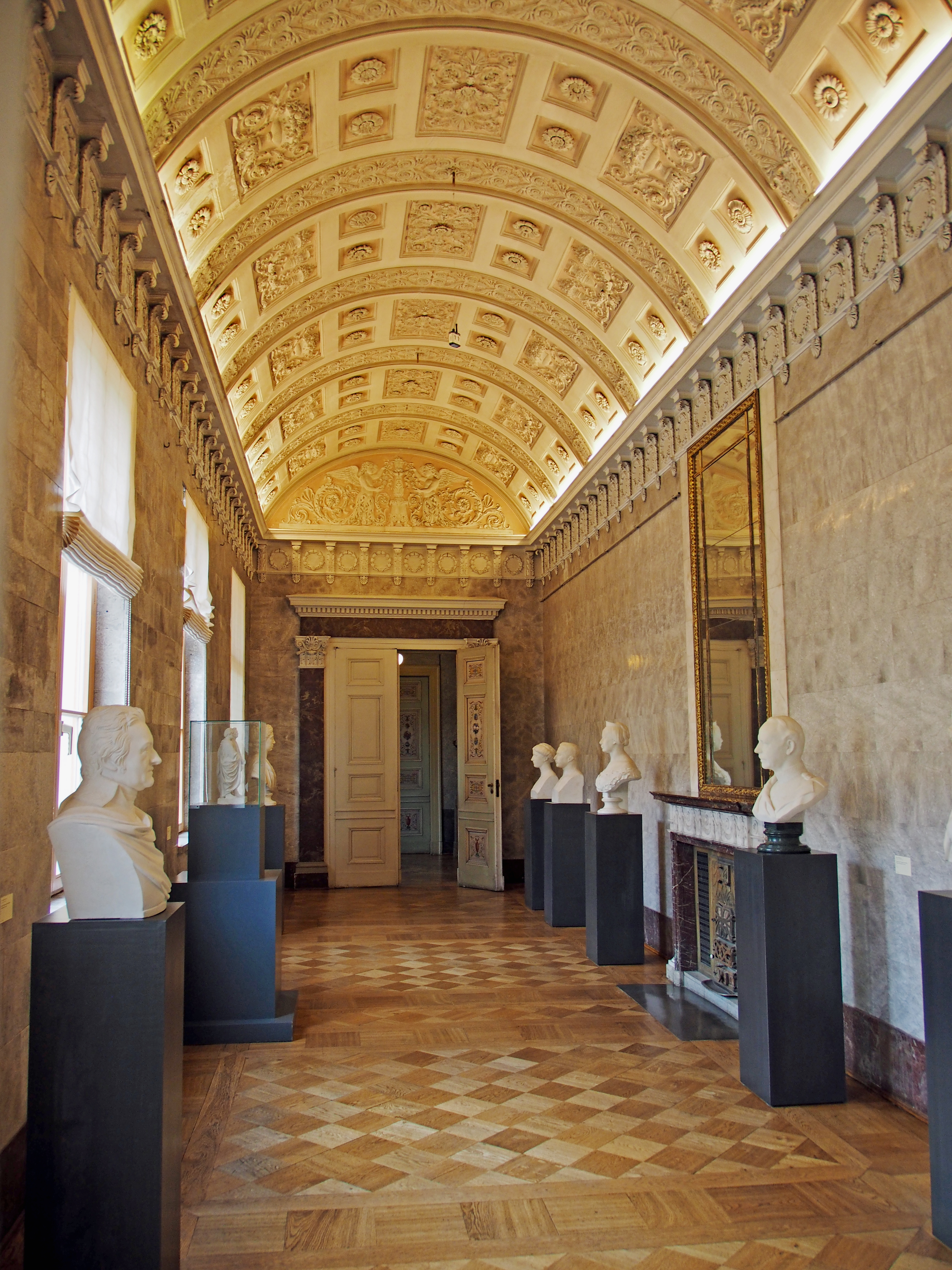
Marmor-Galerie mit Porträtbüsten der herzoglichen Familie

Am 1. August 1803 konnte der Ostflügel von Herzog Carl August und seiner Familie bezogen werden. Aber erst nach den Wirren der napoleonischen Kriege war der weitere Ausbau möglich. Ab 1816 wirkte hier in Weimar der Oberlandesbaudirektor Clemens Wenzeslaus Coudray, der jedoch erst 1830 mit größeren Aufträgen bedacht wurde.
Bemerkenswert ist auch der Westflügel, der über die Löwentreppe betreten werden kann.

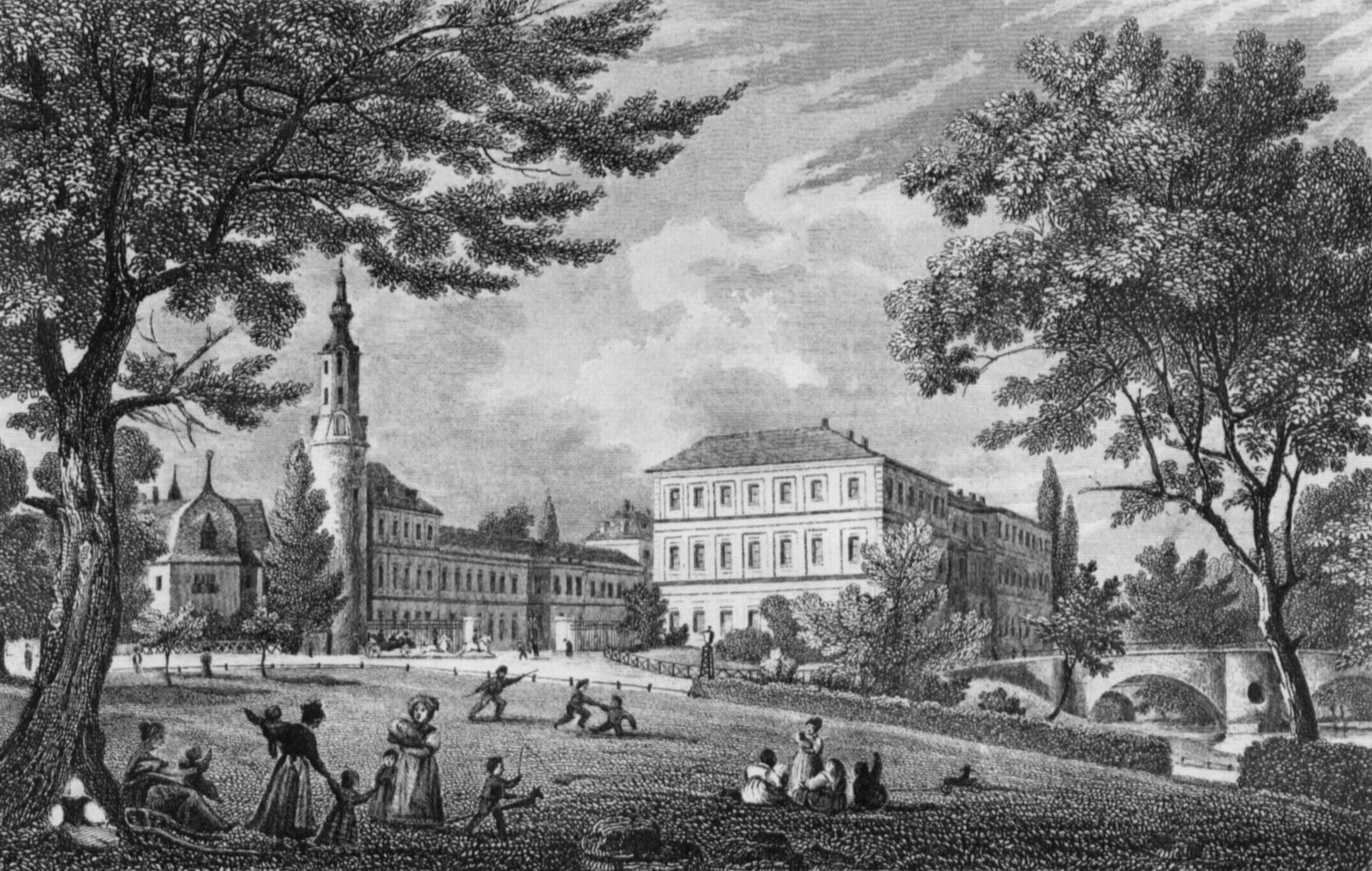
Das Stadtschloss (Stahlstich von J. W. Appleton nach einer Vorlage von Otto Wagner um 1845)

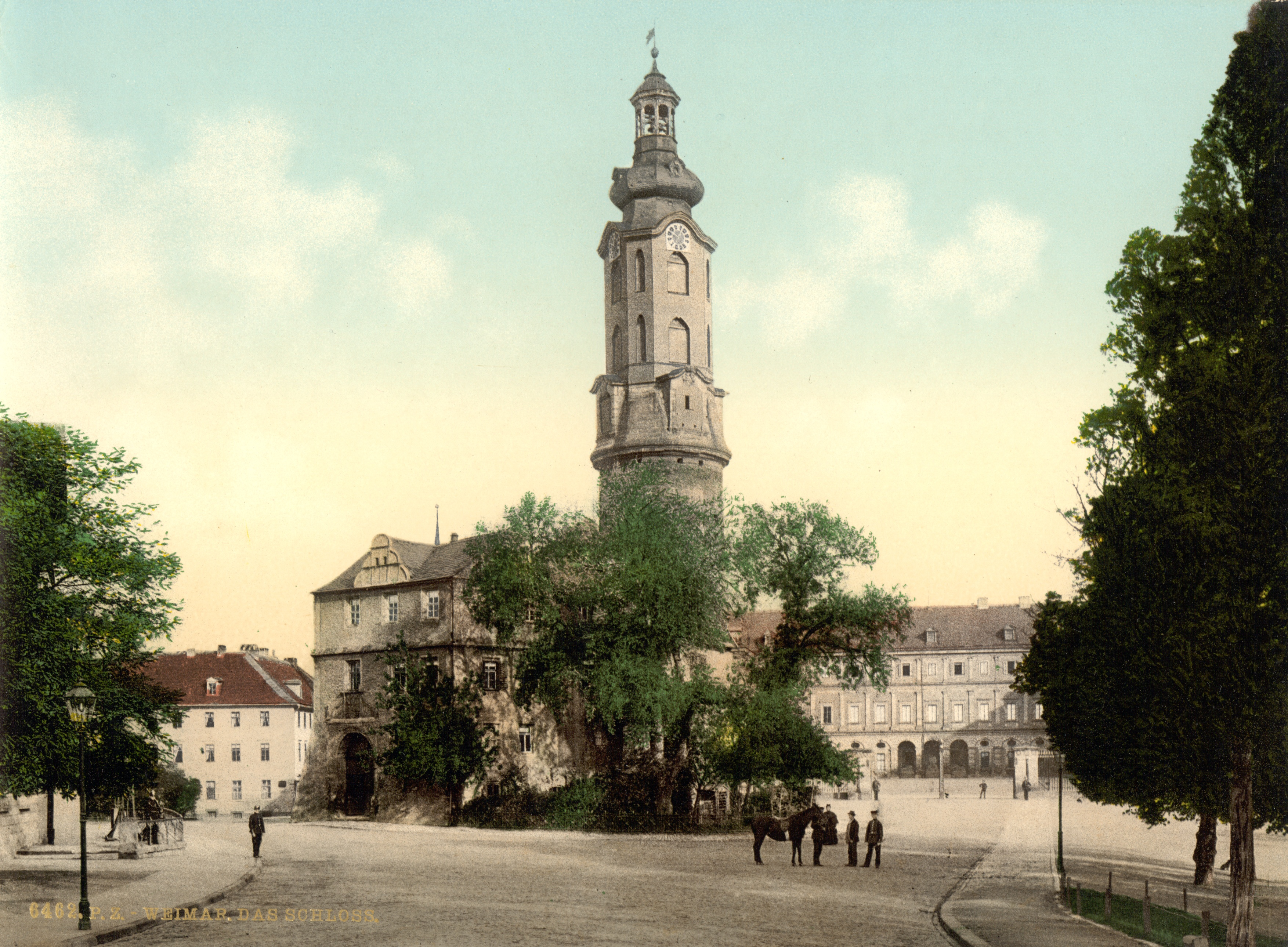
Residenzschloss (Südansicht zwischen ca. 1890 und 1900)

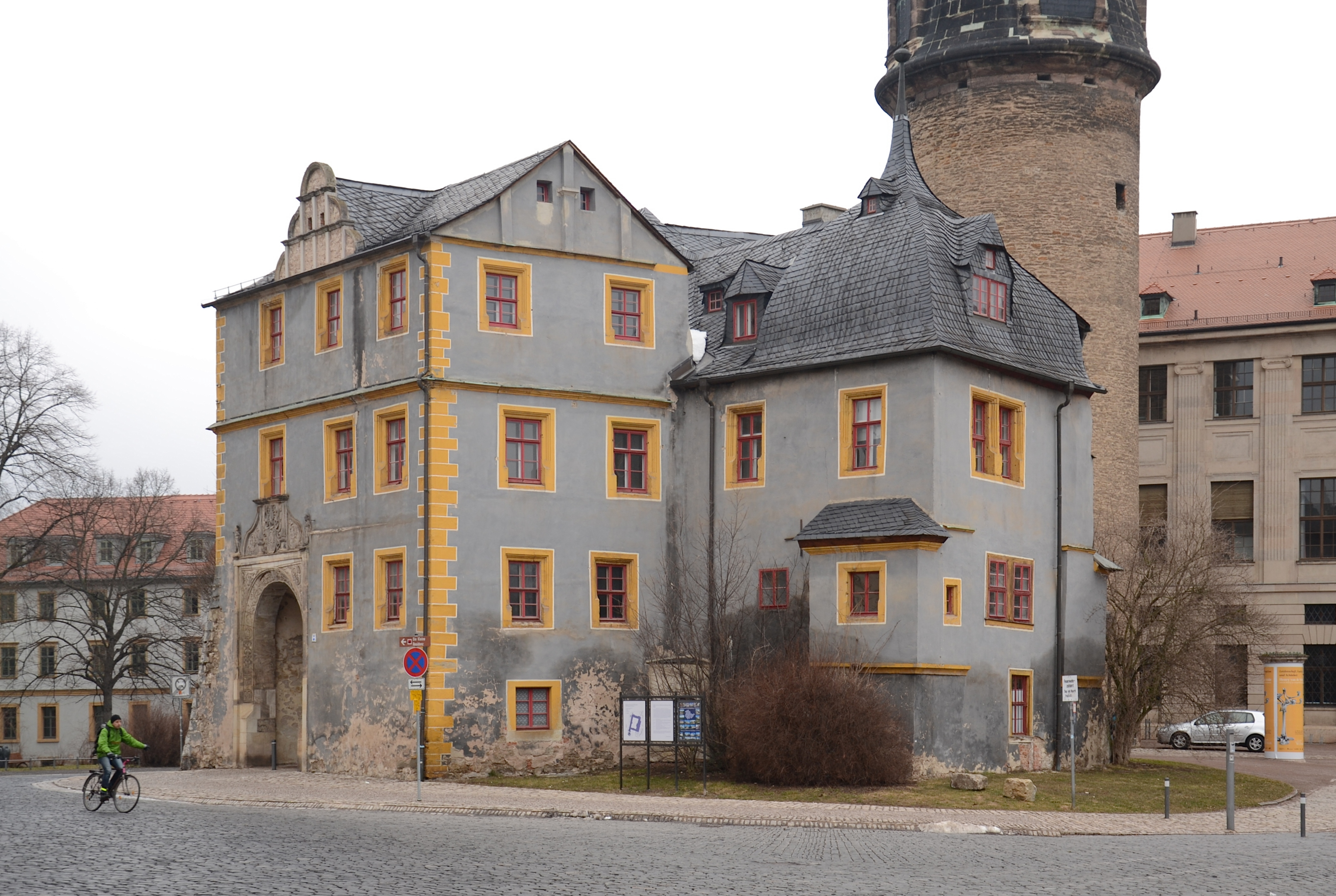
Bastille

### Vom Residenzschloss zum Museum
Die Großherzogin Maria Pawlowna ließ ab 1835 nach einem Generalentwurf von Karl Friedrich Schinkel durch bekannte Maler ihrer Zeit die sogenannten Dichterzimmer als Memorialstätten für die berühmtesten der verstorbenen Weimarer Literaten ausschmücken: Friedrich Preller der Ältere dekorierte das Wieland-Zimmer mit Landschaftsszenen aus dem Oberon, und Bernhard von Neher bekam den Auftrag für das Goethe- und das Schiller-Zimmer. Für das letztere übernahm Woldemar Hermann 1837/1838 die Pilastergestaltung nebst den Medaillons mit Szenen aus der Glocke.
In den Jahren von 1844 bis 1847 erhielt die neue Schlosskapelle durch Heinrich Heß eine byzantinische bzw. neuromanische Innenraumgestaltung, die 1868/69 durch das Apsisbild Engelskonzert von Hermann Wislicenus komplettiert wurde (1968 übermalt, ab 2010 wieder freigelegt) Mitte des 19. Jahrhunderts konnte Coudray die von Richter konzipierte Anlage fertigstellen.
Erst 1913/14 wurde die zum Park hin offene Dreiflügelanlage unter Großherzog Wilhelm Ernst durch einen Südflügel als Verbindungstrakt geschlossen.
Bald darauf, am 9. November 1918 unterschrieb Großherzog Wilhelm Ernst im Stadtschloss seine Abdankungsurkunde. Wenige Wochen später konstituierte sich in denselben Räumen die erste republikanische Regierung. Das Parlament tagte nahezu zeitgleich im Deutschen Nationaltheater und eine ganze Epoche wurde nach dem Tagungsort Weimarer Republik benannt.
Seit 1923 ist fast das gesamte Stadtschloss ein Museum. Im „Dritten Reich“ konnte man recht wenig mit der Anlage anfangen. Die Gauleitung ließ sich mit dem gewaltigen Gauforum Weimar einen eigenen repräsentativen Bau erstellen und Adolf Hitler stieg im Hotel Elephant ab.
Zur DDR-Zeit war das Schloss Sitz der Nationalen Forschungs- und Gedenkstätten der klassischen deutschen Literatur (NFG) im Südflügel und der Staatlichen Kunstsammlungen zu Weimar. Es beherbergte neben einer Restaurationswerkstatt eine ständige Ausstellung der wertvollsten Bestände der Sammlung. Für die Nutzung der Schlosskapelle im Westflügel als Büchermagazin wurde bis 1968 ein aus vier Etagen bestehendes Stahlmagazin in den Kirchenraum eingebaut, wodurch dieser schwer beschädigt wurde. 2019 bis 2023 wurden die Einbauten entfernt und der Kirchenraum rekonstruiert.
Das Schloss ist seit 1998 Teil des UNESCO-Weltkulturerbes „Klassisches Weimar“ und seit Ende 2008 im Eigentum der Klassik Stiftung Weimar, mit Ausnahme des Gebäudeensembles der Bastille, das der Stiftung Thüringer Schlösser und Gärten gehört. Es beherbergt das Schlossmuseum mit dem Ausstellungsschwerpunkt Malerei von 1500 bis 1900. Außerdem dient es seit 2003 als Sitz der Klassik Stiftung Weimar.

Schlossansichten im 21. Jahrhundert
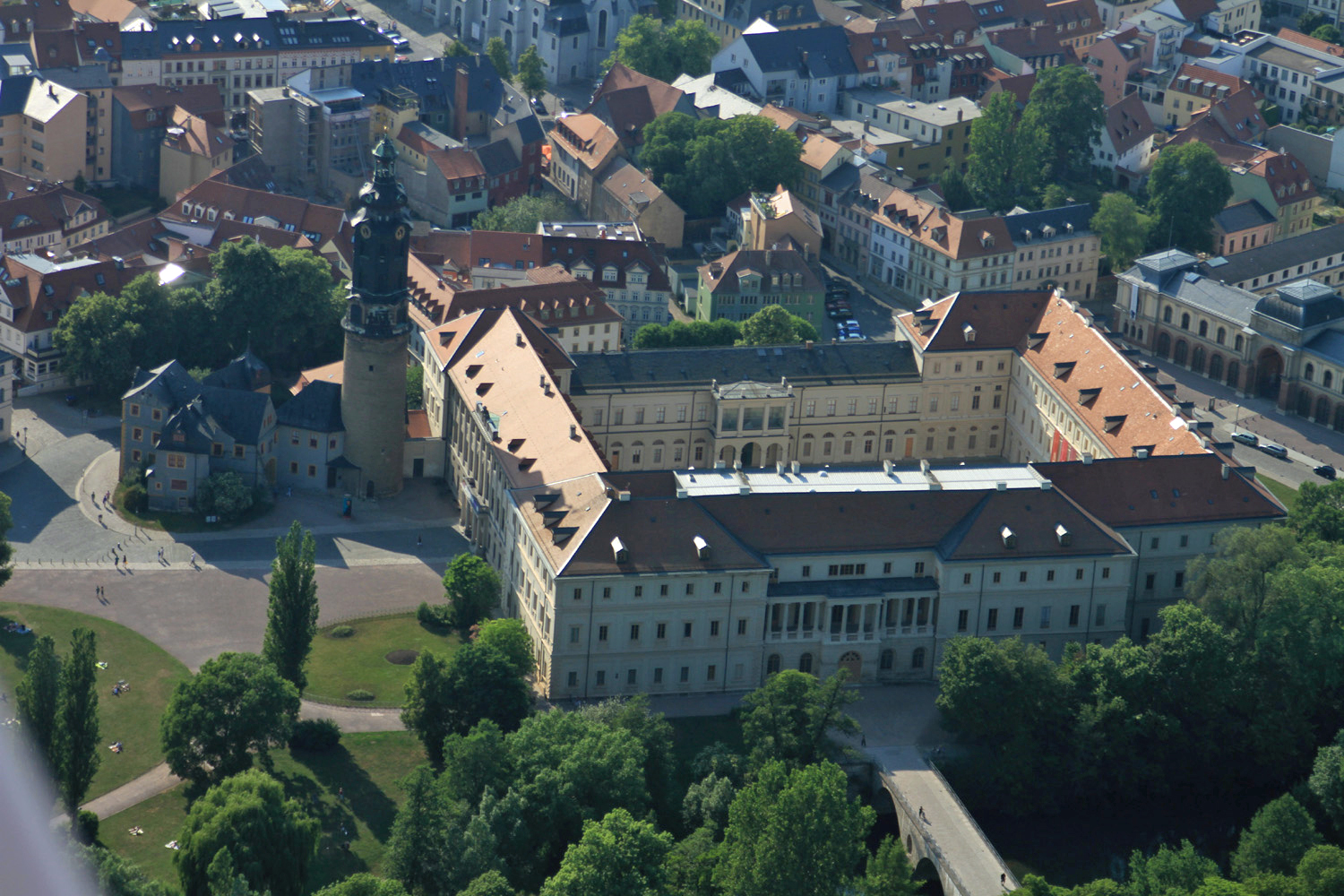
Luftbild der Schlossanlage von Osten
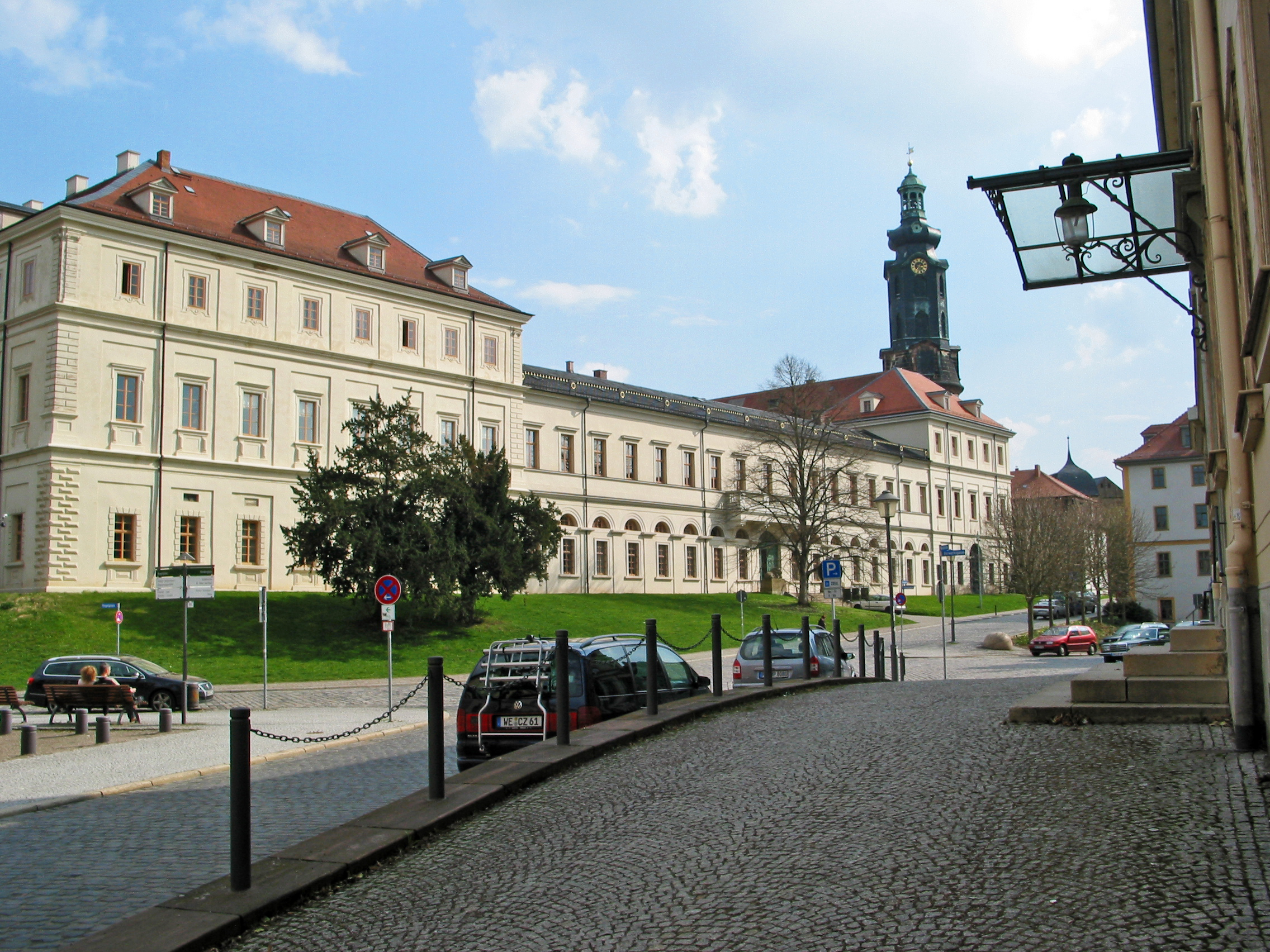
Blick von Nordwesten auf den westlichen Schlossflügel
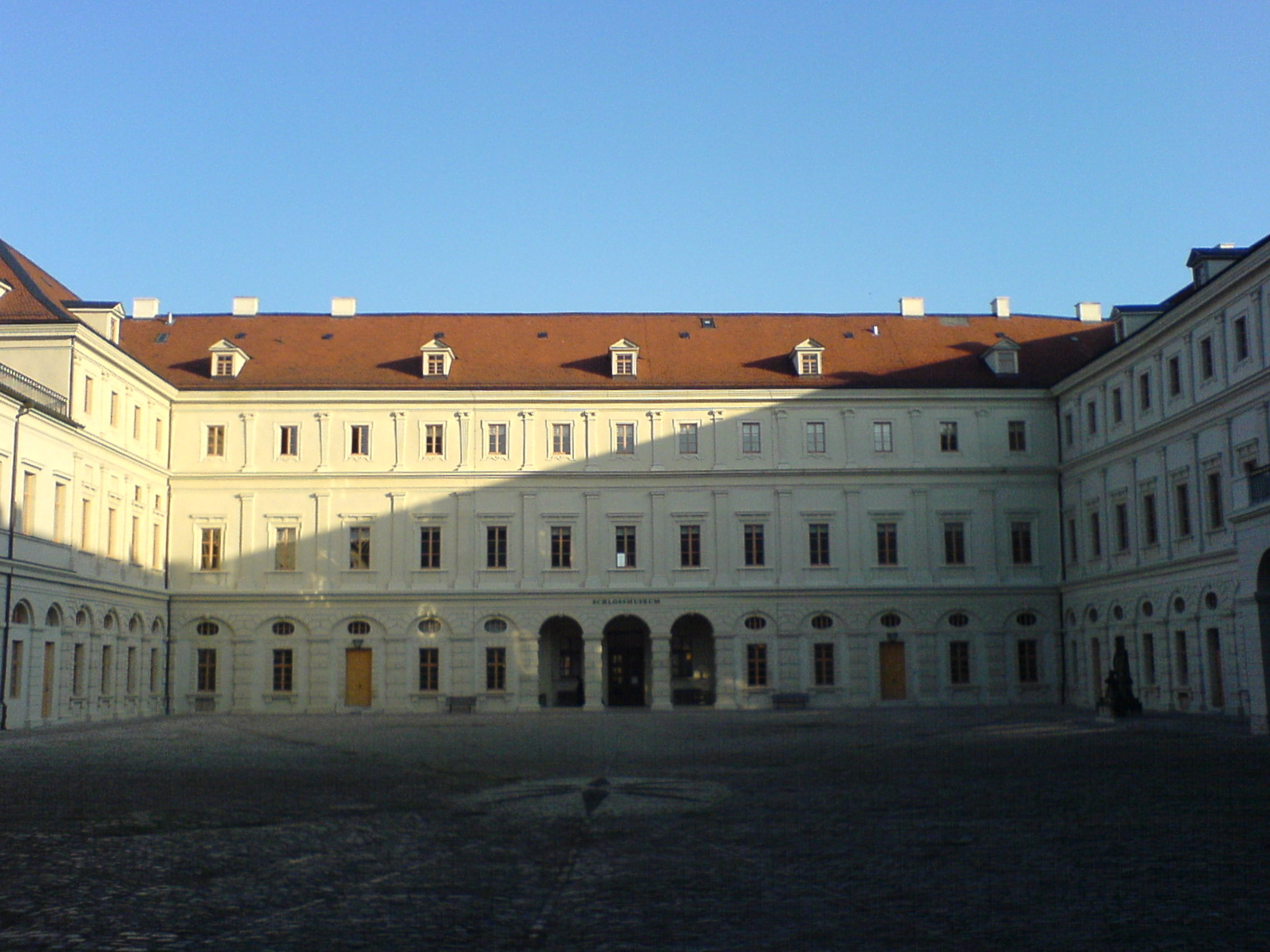
Innenhof des Schlosses
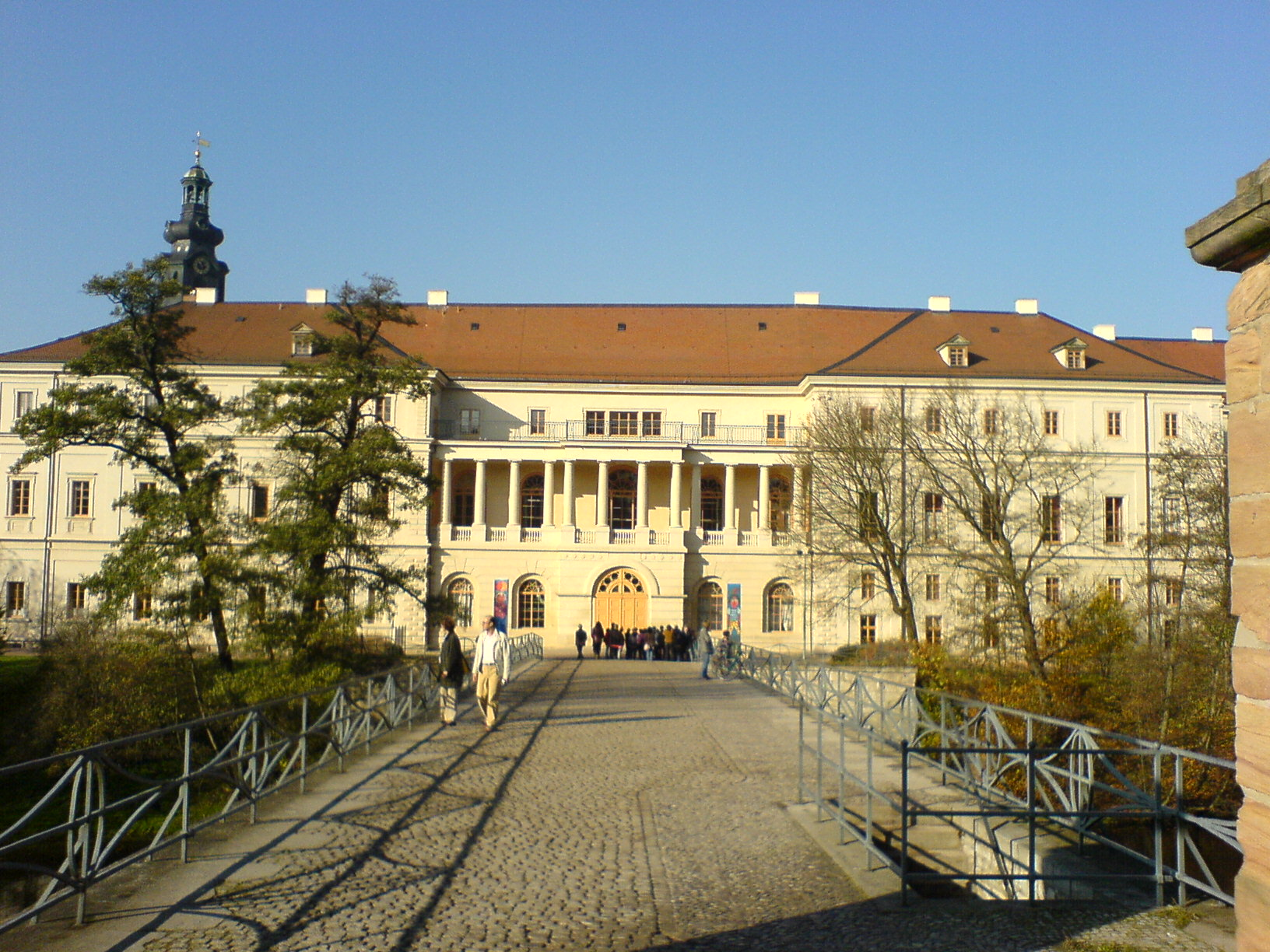
Blick von der Schlossbrücke auf die Kolonnade der Ostfassade
Trophäe im Hof des Weimarer Stadtschlosses

## Archäologische Ausgrabung
Im Rahmen der 2018 begonnenen Schlosssanierung plante die Klassik-Stiftung Weimar, vor dem Schloss ein Tiefenmagazin für ihre grafische Sammlung zu errichten. Dazu ließ sie im Jahr 2016 Baugrunduntersuchungen vornehmen, die gemeinsam mit einer archäologischen Ausgrabung durch das Thüringische Landesamt für Denkmalpflege und Archäologie nach vorangegangenen geophysikalischen Prospektionen erfolgten. Die Archäologen legten in Bodenschichten ab dem 10. Jahrhundert drei Mauerfundamente aus unterschiedlichen Zeitstellungen frei. Der älteste Mauerzug aus dem 12. Jahrhundert gehörte zur Ringmauer der mittelalterlichen Burganlage, die laut einer Zeichnung von 1750 bereits zu diesem Zeitpunkt abgetragen war. Eine weitere freigelegte Mauer gehörte zum neuzeitlichen Zwinger, der der Ringmauer außen vorgelagert war. Die dritte Mauer war eine Gebäudeaußenwand des Marstalls, der an die Innenseite der Zwingermauer angesetzt war. Die Ausgrabungsstätte wurde mit einer Informationstafel ausgestattet. Stand September 2024 war die Grabungsstätte wieder zugeschüttet und kein Tiefmagazin in Bau.

## Ausstellung
Ein Großteil des Schlosses beherbergt heute das Schlossmuseum mit einer umfassenden kunsthistorischen Ausstellung mit Schwerpunkt auf Malerei zwischen 1500 und 1900. Im Einzelnen gliedert sich die Ausstellung in folgende Sammlungsbereiche: Renaissance-Malerei (mit einer umfangreichen Sammlung von Werken Lucas Cranach des Älteren und Lucas Cranach des Jüngeren) und sakrale Kunst (vor allem mittelalterliche Holzschnitzereien) im Erdgeschoss, Malerei der Goethezeit in den Repräsentationsräumen im ersten Obergeschoss und Werke der Weimarer Malerschule (19. Jahrhundert) sowie der Moderne (frühes 20. Jahrhundert) im zweiten Obergeschoss. Dort ist auch das 1927 von Wilhelm Koehler erworbene und im Zweiten Weltkrieg beschädigte Wandbild von Charles Crodel.
2018 trat die Klassik Stiftung in die zentrale Phase der Gesamtinstandsetzung des Stadtschlosses ein. Ab dem 2. Juli 2018 ist das Stadtschloss daher komplett geschlossen. Die Beletage mit dem Festsaal, den Dichterzimmern und dem Gentz’schen Treppenhaus bleibt bis dahin zugänglich. Bereits geschlossen sind die Cranach-Galerie, die Kunstkammer sowie das zweite Obergeschoss mit Werken der „Weimarer Malerschule“ und der französischen und deutschen Moderne um 1900. Die Dichterzimmer können bereits seit Ostern 2020 im Rahmen von Führungen besichtigt werden.

Auswahl der Werke im Stadtschloss
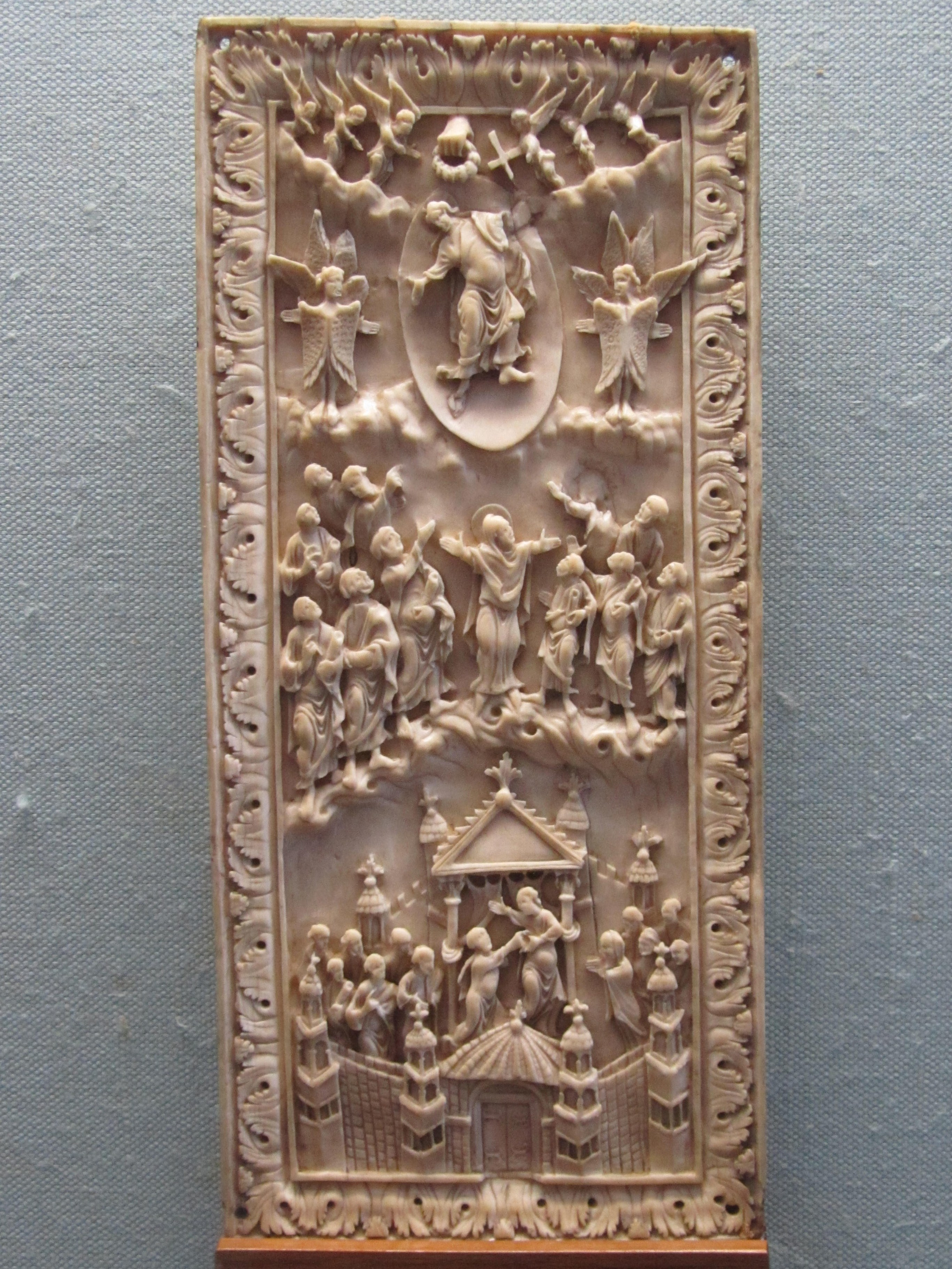
Karolingische Elfenbein-schnitzerei (9. Jh.)
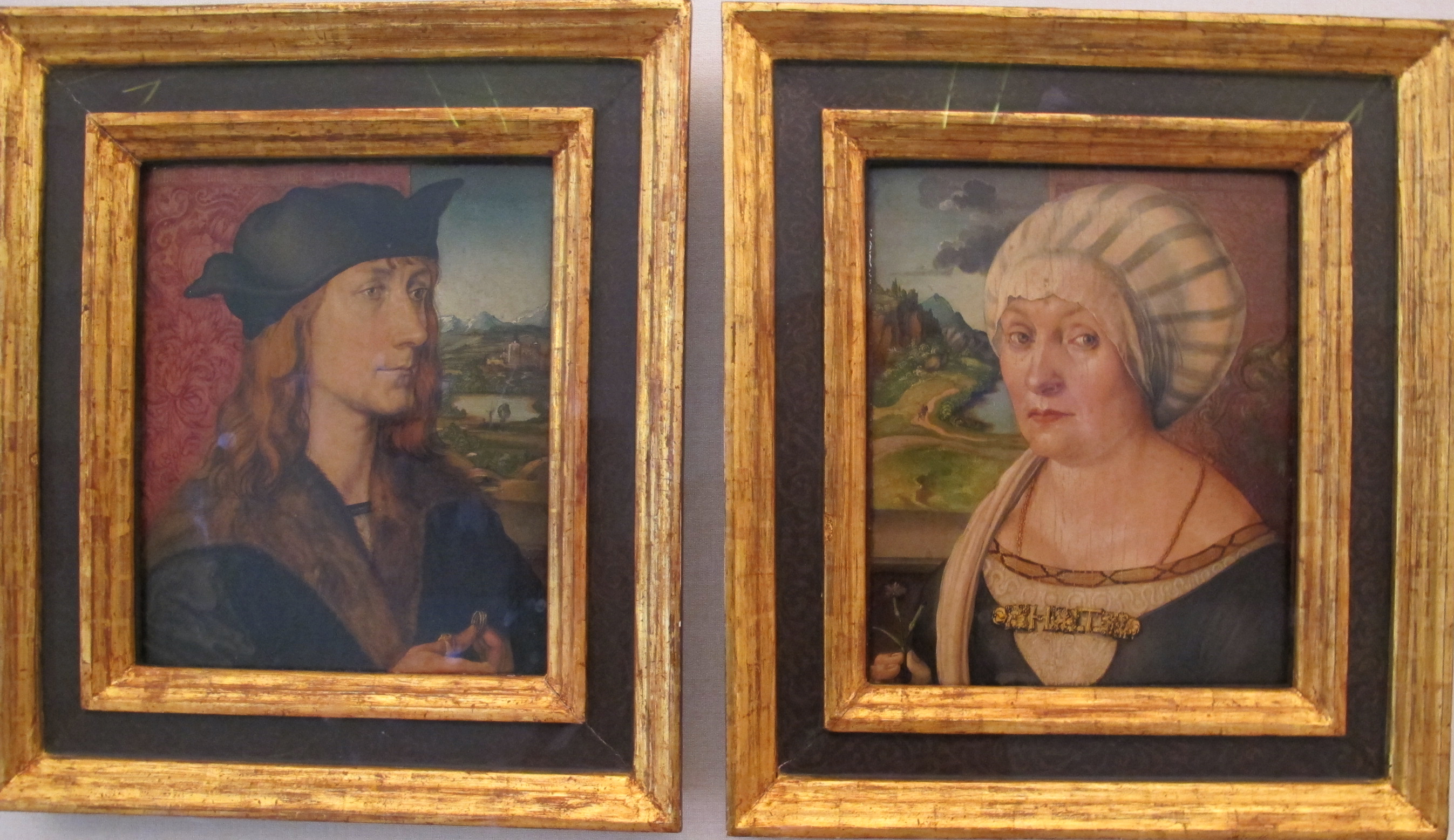
Albrecht Dürer: Hans und Felicitas Tucher (1499)
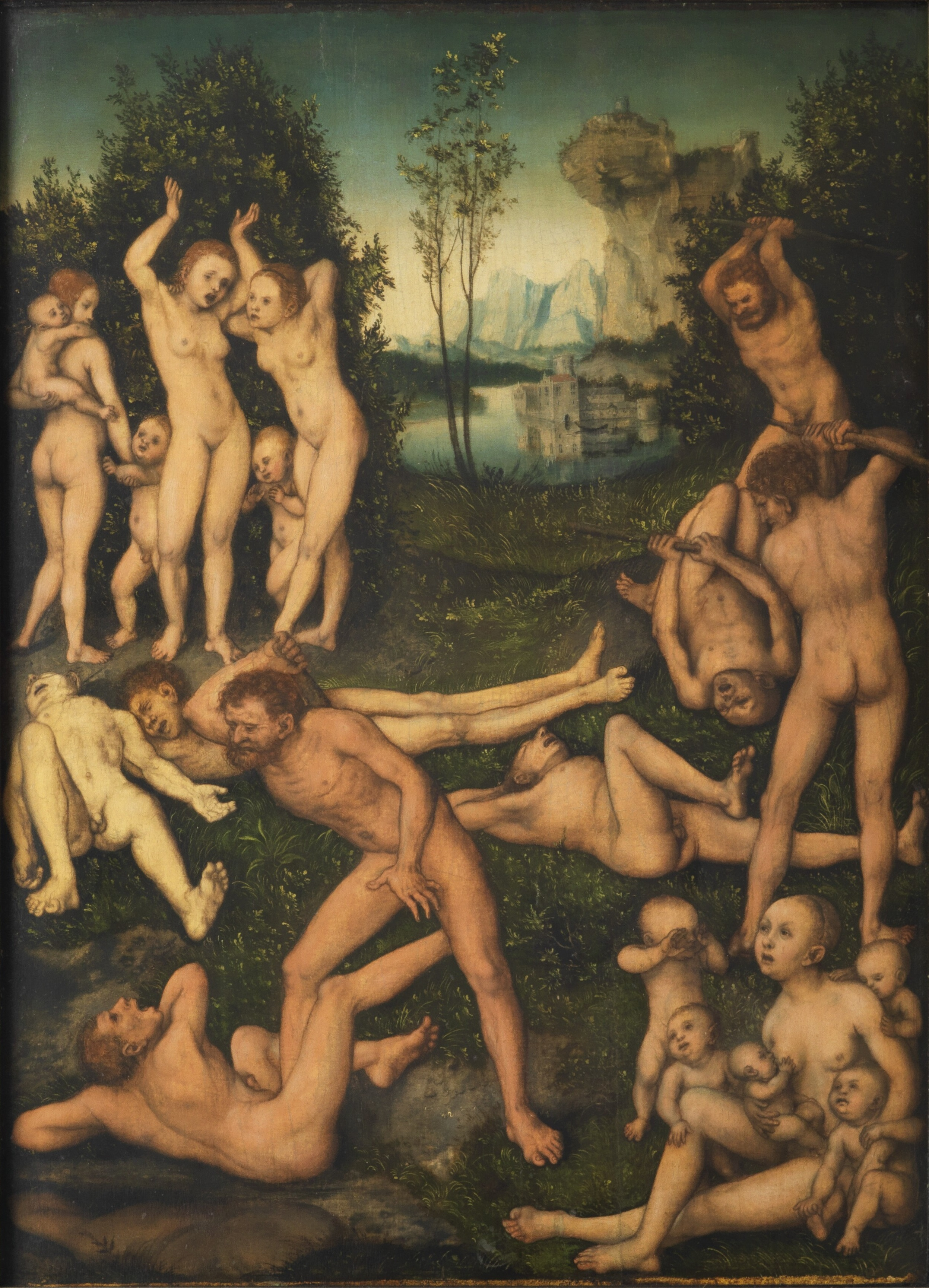
Lucas Cranach der Ältere: Die Früchte der Eifersucht (1527)
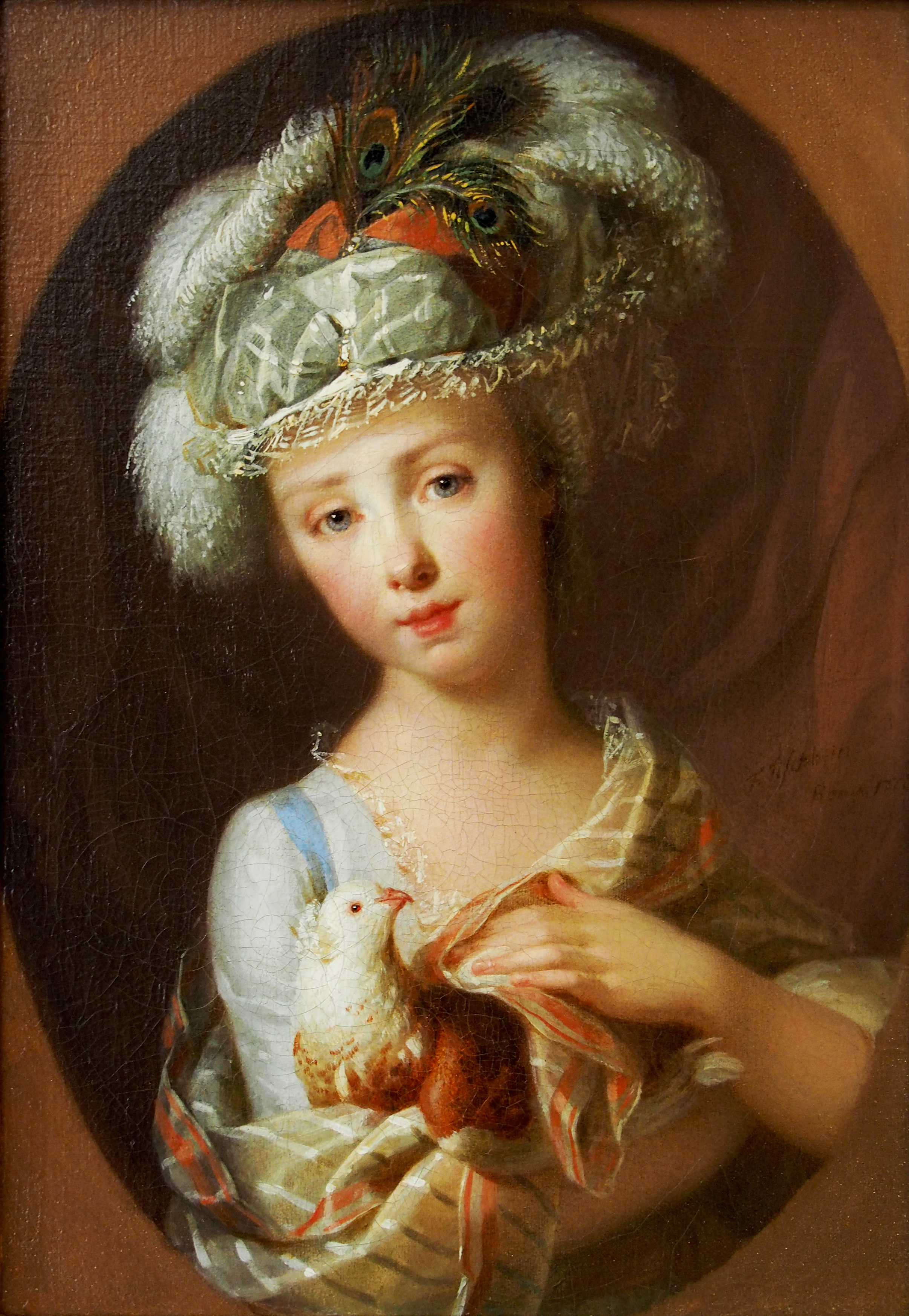
Tischbein, Lady Louisa Hervey (1778)
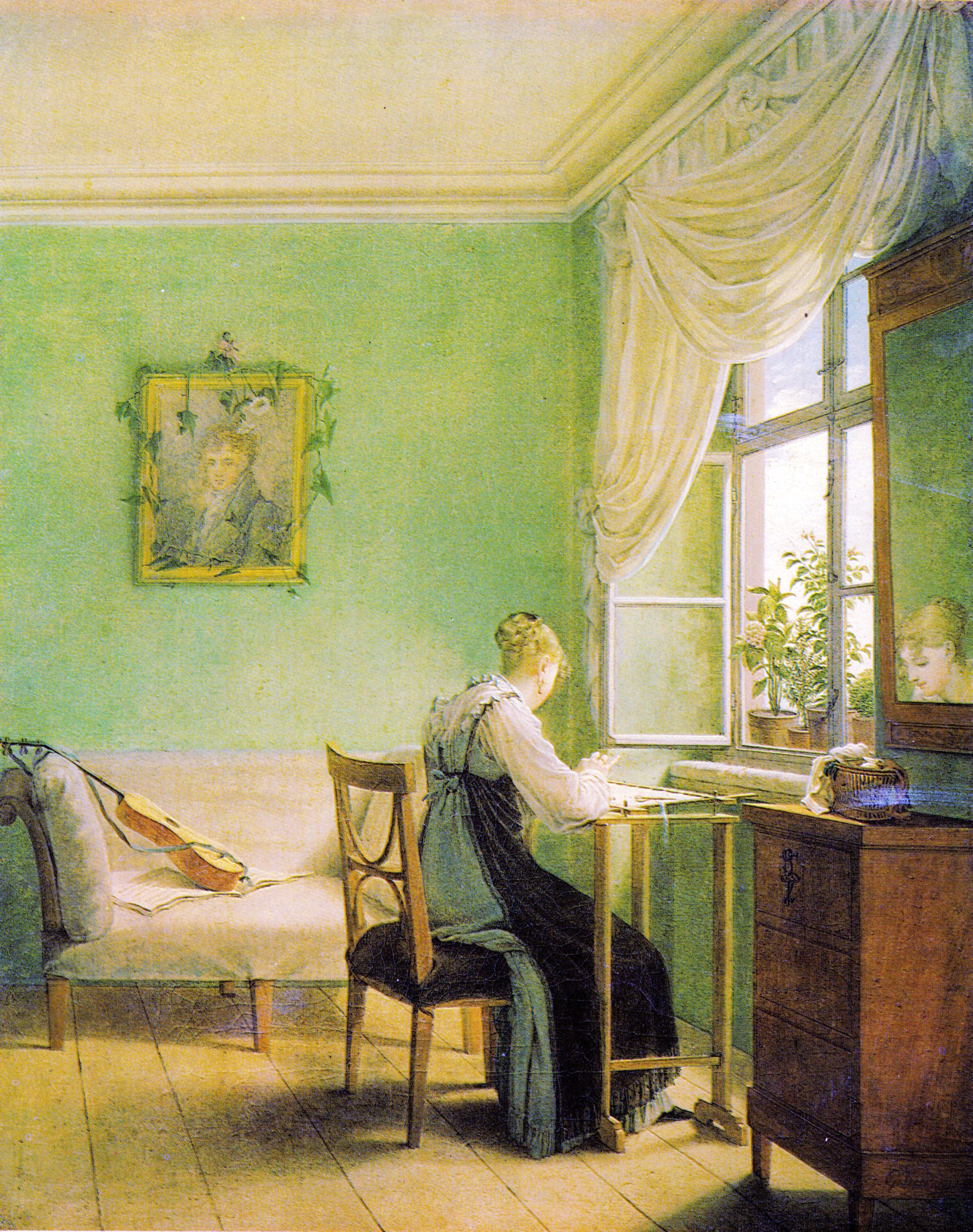
Georg Friedrich Kersting: Die Stickerin (1812)
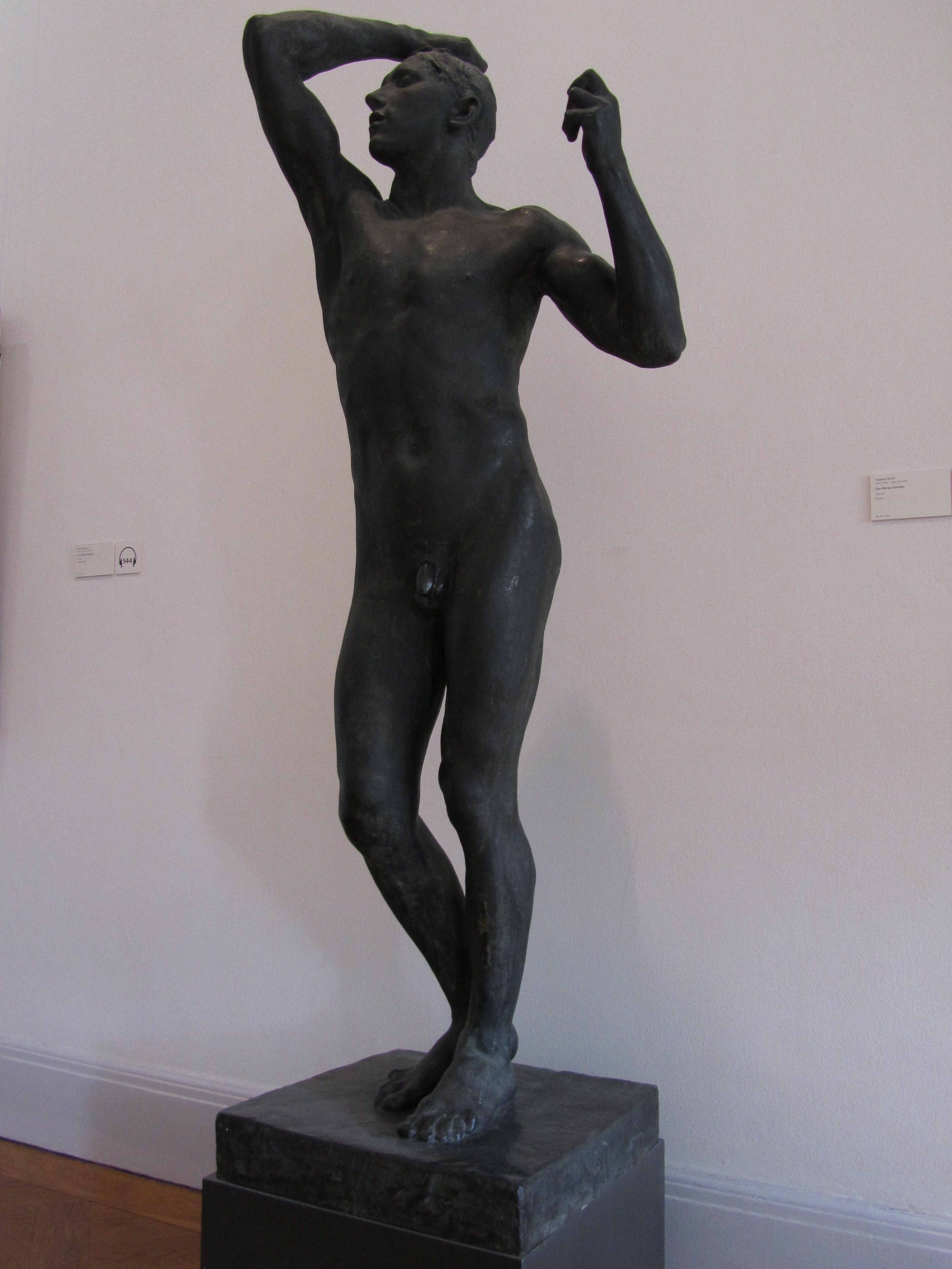
Auguste Rodin: Das eherne Zeitalter (1875/76)
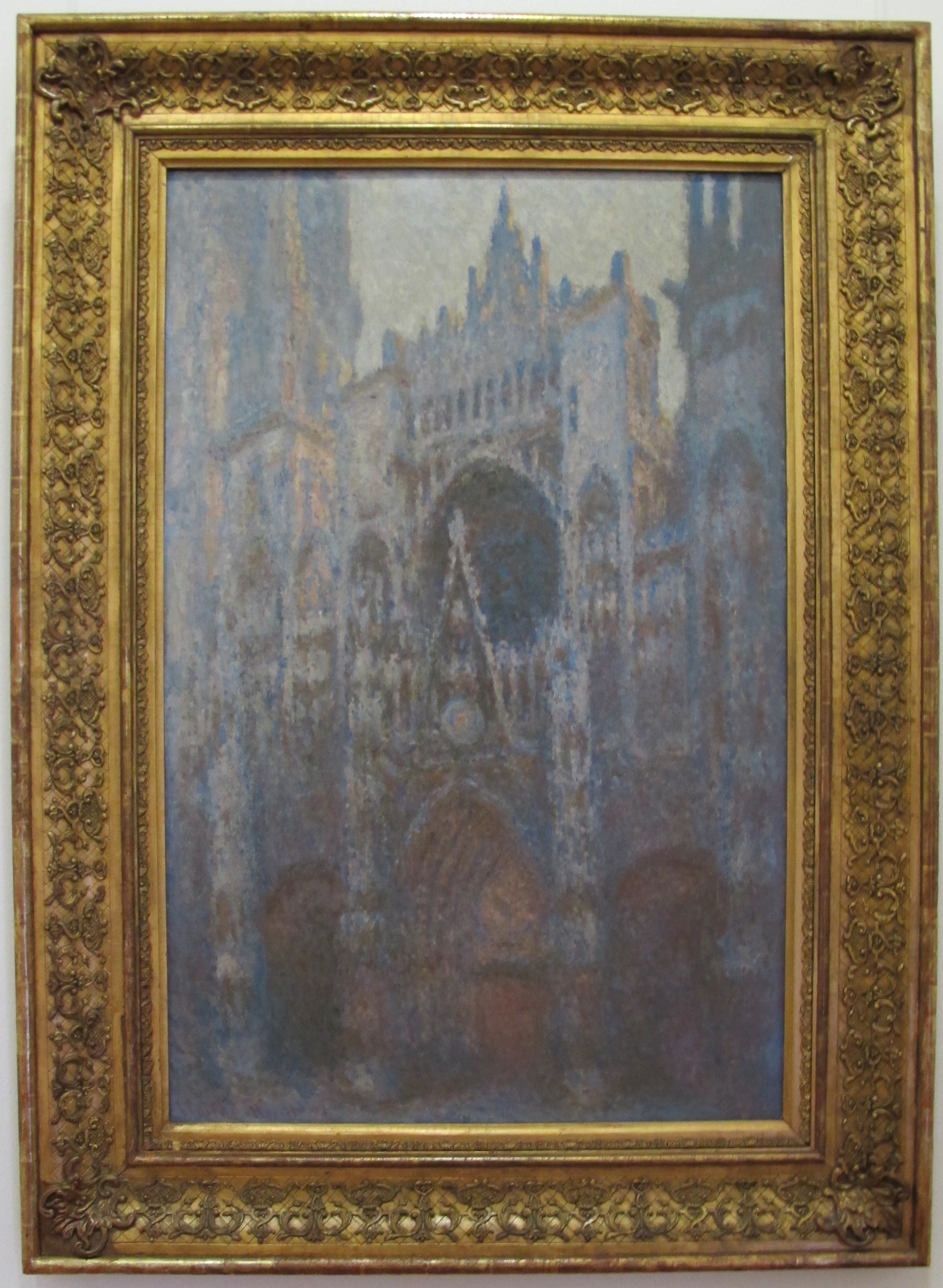
Claude Monet: Kathedrale von Rouen im Morgenlicht (1894)